# 4 de 9 sense folre
El 4 de 9 sense folre, també anomenat 4 de 9 net o simplement 4 de 9, és un castell d'estructura simple format per quatre castellers per pis al tronc fins l'alçada de sisens i amb nou pisos d'alçada. Els tres últims pisos, que componen el pom de dalt, els formen una parella de dosos, un aixecador i un enxaneta. És un castell de gamma extra molt apreciat, conegut típicament com el "castell total" perquè és la construcció en la qual es necessiten més castellers de tronc de primera categoria.
La principal dificultat d'aquest castell en comparació amb el 4 de 9 amb folre rau en el fet que tal construcció, amb aquesta alçada i estructura, gairebé sempre es fa amb el suport del folre al pis de segons. En aquest cas, executar-lo sense dit reforç i només amb el suport de la pinya fa que sigui un castell molt més complicat, considerant-lo de màxima dificultat a causa de la seva fragilitat. Dins l'univers de la gamma extra resulta estar magníficament valorat; a la taula de puntuacions del XXIV Concurs de Castells de Tarragona (2012) se li atribuí una dificultat entre el 5 de 9 amb folre i l'agulla i el 2 de 8 sense folre, i a la del XXVII Concurs de Castells de Tarragona (2018) quedà entre el 4 de 10 amb folre i manilles i el 2 de 8 sense folre.

## Història

### 1881: El naixement d'una de les grans llegendes de la 1ª Edat d'Or

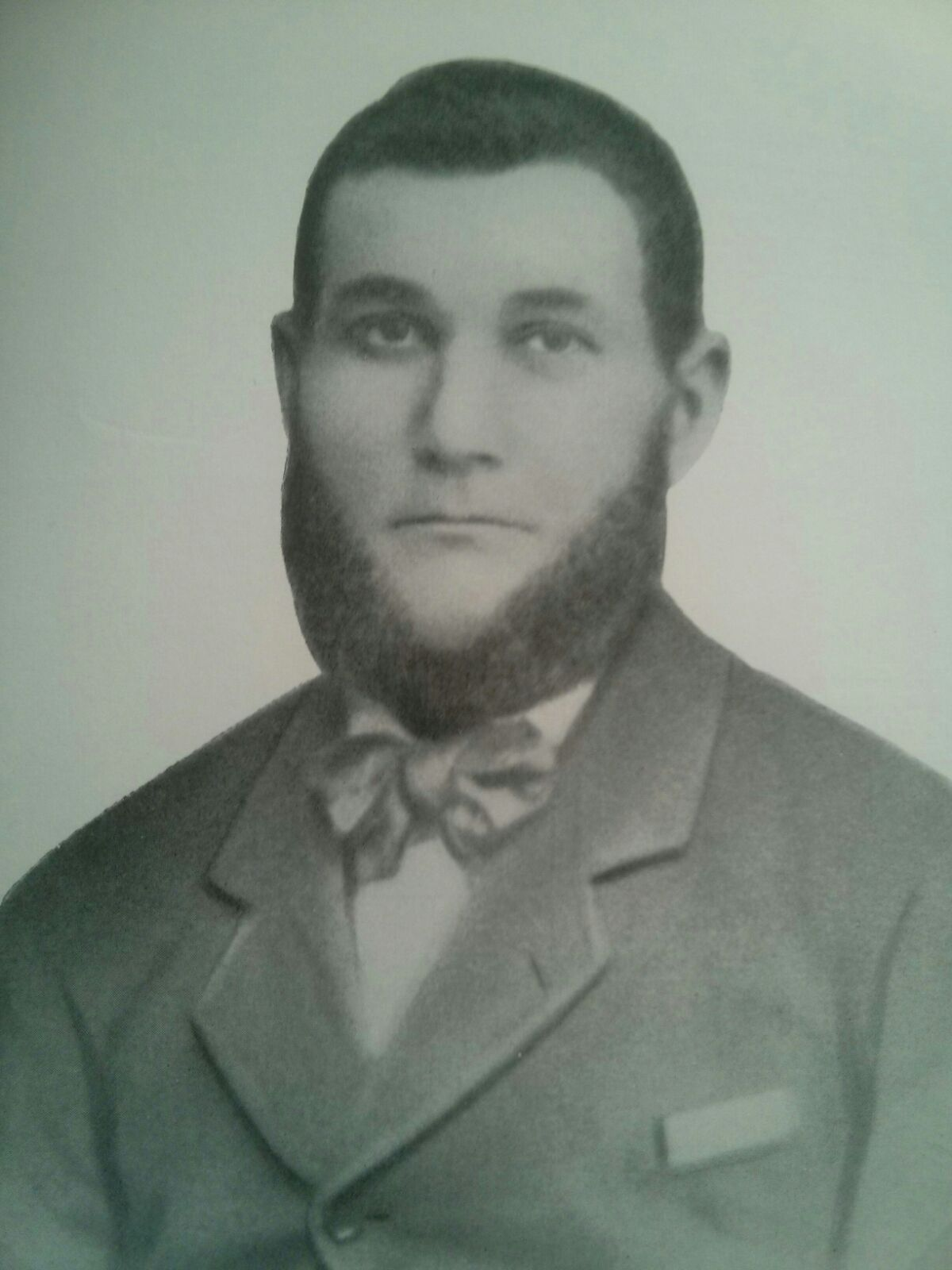
Jaume Tarragó i Plana (1857-1908) fou casteller tarragoní i un dels segons del 4 de 9 sense folre fet per Santa Tecla el 1881, participant-hi amb 24 anys i 108 kg. Era conegut com L'Espiridió de Tarragona.

Segons algunes fonts orals i escrites, el primer 4 de 9 sense folre ja podria haver estat carregat el 29 d'agost del 1881 durant la primera època d'or, per part de la Colla Nova dels Xiquets de Valls (de la qual és hereva l'actual Colla Joves Xiquets de Valls). Els esdeveniments van passar durant la Festa Major de El Catllar, municipi del Tarragonès, on sovint hi actuaven les dues colles de Xiquets de Valls. Aquell dia la Nova hi va dur amb seguretat el castell total, però el resultat de la prova fou indefinible; d'una banda, no es va veure prou bé si l'enxaneta va arribar a fer l'aleta complerta i, per tant, si s'aconseguí carregar o quedà en mer intent. I d'altra banda, en tot cas durant aquells temps les construccions carregades no comptaven. En conclusió, el que sabem per ara és que aquell possiblement fou el primer 4 de 9 sense folre portat mai a plaça fins llavors.
Però el gran pas endavant i que sí quedà reflectit amb plena solidesa va arribar el setembre del 1881, un mes més tard d'aquesta possible temptativa de la Nova: Es va descarregar per primer cop a la Història Castellera el 4 de 9 sense folre, tot per part de la Colla Vella dels Xiquets de Valls durant l'actuació de les Festes de Santa Tecla de Tarragona d'aquell any. Aquell 4 de 9 sense folre de 1881 pasaria a ser un castell mític, el més gran descarregat a la ciutat de Tarragona fins a arribar al segle xxi, i aquells que hi van pujar acabaren sent camises molt reconegudes i valorades al Món Casteller amb tal gesta a l'esquena -alguns fins i tot sent mitificats-, destacant: Jaume Tarragó i Plana (L'Espiridió), Isidre Tondo i Ballart (Isidre de Rabassó), Josep Bertran i Roig (Bertran de la Riera) o Jaume Pont Gatell (Jaumet de la Cigaleta), per exemple.
Aquestes grans proves fetes per les colles vallenques i els seus resultats castellístics van generar una autèntica llegenda que ha perviscut fins avui gràcies a la tradició oral de les agrupacions castelleres, als retalls de la premsa i a les memòries escrites de la gent que ho visqué directament o indirecta. Era lògic, car es tractava d'una colossal fita històrica de tal complexitat que no es tornaria a repetir fins passats més de cent anys, i aquestes proporcions èpiques van alimenar una enorme font de relats que enfortiren més als conjunts vallencs. En tot cas, el resultat més destacable d'aquelles grans gestes fou que el 4 de 9 sense folre de la Colla Vella va ser un dels castells més grans que es veurien al segle xix (possiblement es convertí en el de majors proporcions que s'arribà a dura a terme en aquell període) i no seria igualat ni superat fins passats més de cent anys.

### 1983-1996: Els primers intents per recuperar un castell mític al segle XX
Des del 1882 aquest gran castell es deixà de veure a les places i no es tornà a intentar fins al cap de 102 anys, quan el 23 d'octubre del 1983 la Colla Joves Xiquets de Valls va fer-ne la primera prova al segle xx per la Diada vallenca de Santa Úrsula. Suposava la primera iniciativa d'un gran castell de gamma extra al segle, sent un plà d'enormes pretensions, però la construcció va acabar en mer intent. Les dues colles de Valls l'havien assajat per aquella diada, però la caiguda precipitada del castell va fer veure que la realització d'aquesta estructura mítica encara quedava molt lluny (doncs la prova va defallir amb sisens a l'esquena dels quints). A més, aquest intent va fer-se tres anys abans que la mateixa colla intentés per primera vegada el 4 de 9 amb folre (fet el 30 d'agost del 1986 en la Diada de Sant Fèlix de la festa major de Vilafranca del Penedès), sent així la prova del 4 de 9 sense folre del 1983 molt ambiciosa però, tanmateix, precipitada. Col·lateralment, el castell fou abandonat durant molts anys, ja que es va fer evident que les colles del moment encara no presentaven prou nivell com per afrontar-lo.
El segon i tercer intent d'aquest castell al segle xx van ser duts a terme pels Minyons de Terrassa el 20 de novembre del 1994 (la XVI Diada dels Minyons de Terrassa) i el 17 de novembre del 1996 (la XVIII Diada dels Minyons de Terrassa), ambdues al Raval de Montserrat de Terrassa. Aquelles proves van centrar l'atenció de tot el Món Casteller, i l'intent del 1994 era la primera temptativa de 4 de 9 sense folre dels Minyons de Terrassa. Fou portat a plaça després d'haver pogut descarregar el 4 de 8 net a l'assaig anterior, i aquell acabaria sent el millor intent del castell total vist fins llavors al segle xx; doncs va caure amb l'aixecador col·locat i l'enxaneta entrant. Feia més d'una dècada que cap colla s'atrevia a dur tan mítica construcció a plaça, i era el primer cop que l'executava una colla no-vallenca. Es donà doncs un gran raig d'esperança al gran 4 net.

### 1998: La sobtada revifalla delcastell total

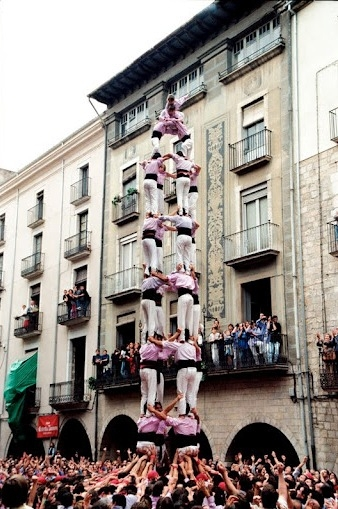
Primer 4 de 9 sense folre descarregat pels Minyons de Terrassa a les Fires de Sant Narcís de Girona el 25 d'octubre del 1998, segon de la història i primer del, fet 117 anys després del primer descarregat (1881).

L'any 1998 va marcar un abans i un després a la Història Castellera per molts aspectes, i un d'ells fou en matèria del 4 de 9 sense folre: Els intents dels malves durant les temporades 1994 i 1996 van fer veure que aquell castell mític era plenament viable, no sent pas cap vella llegenda del segle xix, i les colles punteres del moment es van centrar en practicar-lo tant com pogueren al pati d'assaig. Els resultats del 1998 foren espectaculars; es van veure fins a set intents d'aquest gran castell per part de quatre colles diferents en una única temporada, aspectes que eren d'autèntic rècord. Allò significà col·lateralment la gran revifalla del 4 de 9 sense folre, no tornant a ser mai més un simple record de la 1ª Edat d'Or: 
La primera temptativa de la temporada arribà per la Diada de Sant Fèlix, sent la més matinera feta mai fins aleshores, per part de la Colla Joves Xiquets de Valls. Aquell 30 d'agost Vilafranca del Penedès no va veure coronat el castell total per uns breus moments de dubtes de la canalla, sent una prova que novament plasmava la viabilitat de l'estructura. Començava així una cursa a contrarrellotge per veure qui seria capaç de reconquerir abans aquell gegant net.
Poc més d'un mes més tard, al XVII Concurs de castells de Tarragona (celebrat el 4 d'octubre a la plaça de braus de Tarragona) se'n veieren quatre intents: El primer dels quatre d'aquell concurs fou protagonitzat per la Colla Joves Xiquets de Valls en la primera ronda, castell que tornà a intentar un altre cop sense èxit en la quarta ronda, i ambdós cauen amb dosos col·locats. També en quarta ronda la Colla Jove Xiquets de Tarragona va el primer intent del seu respectiu currículum, castell que finalment va acabant fent llenya amb els sisens col·locats. Per altra banda, en cinquena ronda la Colla Vella dels Xiquets de Valls va provar-lo per primera vegada des del segle xix, però el castell es va ensorrar amb sisens col·locats. En aquell moment la colla rosada es trobava en segona posició darrere els Castellers de Vilafranca per una diferència de 20 punts, i tot i no haver-lo assajat gaire, fou provat sense sort.
El 25 d'octubre del 1998, al cap de tres setmanes del XVII Concurs de castells de Tarragona, es van veure dos intents en dues actuacions diferents: Un a la plaça del Blat de Valls durant la Diada de Santa Úrsula, on la Colla Joves Xiquets de Valls va fer el seu quart intent de la temporada, també sense èxit. L'altre fou dut a terme a la plaça del Vi de Girona, en el marc de les Fires de Sant Narcís, per part dels Minyons de Terrassa. La prova dels malves va ser la que va marcar un abans i un després; 117 anys després del primeríssim i únic 4 de 9 sense folre descarregat, els Minyons de Terrassa el van acabar descarregant per segona vegada a la història i primer cop al segle xx. El fet de programar l'actuació de Sant Narcís coincidint amb la diada de Santa Úrsula va ser molt criticat per part de les dues colles de Valls, una polèmica tanmateix alenada per l'aleshores cap de colla dels Castellers de Vilafranca, Francesc Moreno "Melilla", amb uns comentaris desafortunats -i també molt criticats- aprofitant la condició de col·laborador en la retransmissió televisiva de la diada vallenca. El que fou inqüestionable era que amb aquest nou èxit dels Minyons de Terrassa es recuperava el darrer dels tres grans castells mítics coneguts amb seguretat del segle xix, tal com ja havien fet els mateixos Minyons amb el 5 de 9 amb folre l'any 1995 (també descarregat una única vegada a la història, el 1883, 112 anys enrere) i els Castellers de Vilafranca amb el Pilar de 8 amb folre i manilles el mateix any 1995. S'havia fet un gran pas endavant per al Món Casteller, car la recuperació del castell total va tindre un valor icònic en tal context; la coneguda com Edat de Platí inaugurada el 1993 amb la carregada de la torre emmanillada malva agafava doncs més volum.

### 1999-2003: El 4d9sf va creixent entre mil·lennis

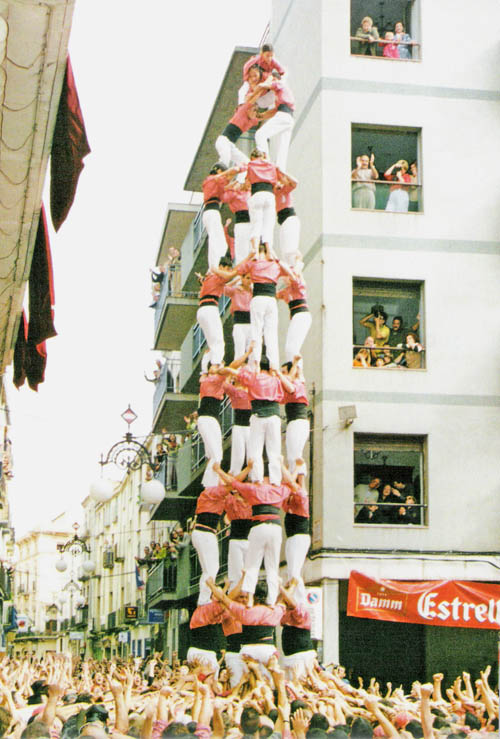
Primer 4 de 9 sense folre carregat per Colla Vella dels Xiquets de Valls durant la segona època d'or, fet el 21 d'octubre del 2001 a la diada de Santa Úrsula, i segon assolit a la història de la colla.

L'any següent després de la reconquesta aconseguida pels Minyons de Terrassa, el 24 d'octubre de 1999 la Colla Joves Xiquets de Valls el carregà per primera vegada oficialment al seu llarg historial durant el marc de la Diada de Santa Úrsula. Els diables vermells deixaven així sis intents infructuosos a l'esquena, i veien els primers fruits d'una dura feina que havien començat a la temporada 1983. A més, així saldaven un deure històric, car realitzaven la gesta de la que tant s'havia dubtat per part de la Colla Nova a El Catllar l'any 1881. Al mateix any 1999 els Minyons assolien el castell per segona vegada, quedant aquest cop en carregat, altra vegada a la ciutat de Girona.
El 2000 fou de creixement: El 24 de juny la Colla Joves Xiquets de Valls va carregar-lo una altra vegada, a la Diada de Sant Joan de Valls, iniciant així una sèrie fantàstica amb aquest castell; carregant-lo aquell any en 5 ocasions i descarregant-lo per primera vegada al currículum dels vermells el 30 d'agost, per la diada de Sant Fèlix de Vilafranca del Penedès (amb dos despenjaments parcials). És l'única agrupació que ha fet l'aleta sis vegades al castell total en una única temporada, suposant un rècord casteller que encara avui cap altre colla ha aconseguit igualar o superar. Aquell mateix 2000 els Minyons de Terrassa també el tornarien a carregar dues vegades més, el primer a Girona per tercer any consecutiu i l'altre a Mataró.

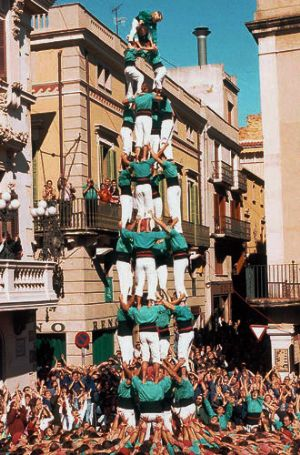
Primer 4 de 9 net carregat pels Castellers de Vilafranca l'1 de novembre del 2002, per la diada de Tots Sants a Vilafranca del Penedès.

L'any 2001 tornava a trencar esquemes respecte a la frontera del 4 de 9 sense folre, deixant uns registres magnífics: Ja per començar, a les festes de la Candela la Colla Joves Xiquets de Valls va fer l'intent més matiner de la Història, el 2 de febrer, tot per encarar un any de gran ambició. Progressant a la temporada, els resultats van anar prosperant més. Durant la diada de Sant Fèlix del 2001, el 30 d'agost, per primera vegada dues colles el van descarregar en la mateixa actuació; els Minyons de Terrassa i la Colla Joves Xiquets de Valls. Les dues agrupacions el descarregaven així per segon cop als seus respectius historials, i durant aquesta actuació la Colla Vella dels Xiquets de Valls també va intentar tal construcció, la qual va acabar caient abans de carregar-se. La fita de veure dos 4 de 9 sense folre descarregats en una mateixa actuació va sorprendre a la crítica i a les colles del moment, sent un nou i potent rècord que no es tornaria a veure fins a la Santa Úrsula del 2018. El 7 d'octubre d'aquell any els Minyons de Terrassa el van tornar a descarregar per tercera i última vegada a la història de la colla per la diada del Mercadal de Reus. Posteriorment, la Diada de Santa Úrsula va tornar a regalar grans moments; la Colla Vella dels Xiquets de Valls va carregar-lo per primera vegada durant la Diada de Santa Úrsula, després d'haver-ne fet un intent a la mateixa actuació, i la Colla Joves Xiquets de Valls també el va carregar, fent un castell que els vermells ja no tornarien a intentar fins a la temporada al 2012. D'aquesta manera la colla rosada es convertia en la tercera en assolir-lo al marc de la segona època d'or dels castells, fent l'aleta a aquest gran castell per primer cop des del segle xix, i era la primera vegada que les dues colles de Valls feien el castell total al mateix dia i temporada. Tampoc mai abans tres colles havien sigut capaçes de fer l'aleta a aquest castell mític en un únic any, sent un rècord que ja no es veuria fins al 2013. Al novembre de l'any 2001, a la Diada dels Minyons de Terrassa, els terrassencs el tornarien a assolir aquest gran castell per última vegada, quedant carregat. En culminar la temporada també s'acabaria l'època de gran predomini de la Colla Joves Xiquets de Valls i els Minyons de Terrassa sobre aquest castell, car entre les dues n'havien assolit un total de 16 entre les temporades 1998 i 2001, però li perderen durament l'estel·la des d'aquell precís moment. A més, des de llavors cap colla tornaria a descarregar aquesta gran construcció fins a arribar a la temporada 2012, esvaint-se un domini que havia meravellat al Món Casteller en tan fructífers anys.
La temporada 2002 va tindre un paper clau en la trajectòria del castell total. D'una banda, va encetar l'inici d'una baixança temporal respecte al 4 de 9 sense folre, tot plegat començant per l'alt percentatge de caigudes i les nul·les descarregades. Però d'altra banda, també veié com tal castell es va continuar estenent al repertori d'altres agrupacions: Primer de tot, els Minyons de Terrassa van fer dos intents fallits d'aquest castell durant la diada de la Festa Major de Terrassa, trencant definitivament la seva ratxa respecte a aquest gegant dels castells. El 6 d'octubre del mateix any, els Castellers de Vilafranca van fer un intent d'aquest castell en el XIX Concurs de castells de Tarragona, construcció que no es va arribar a carregar. A la Diada de Santa Úrsula la Colla Vella dels Xiquets de Valls va carregar-lo per segona vegada, sent l'última aleta que li faria fins a l'any 2014. L'1 de novembre del mateix any, per la Diada de Tots Sants de Vilafranca del Penedès, els Castellers de Vilafranca carregaren aquesta construcció per primera vegada a la seva història, i esdevenia així la quarta colla en poder assolir el 4 net. Era una gran fita pels verds, que portaven intentant-lo infructuosament des de la temporada 2001.
L'any 2003 significà el final del major període d'esplendor que havia conegut el 4 de 9 sense folre fins aquell moment de la Història Castellera: El dia 1 de novembre els Castellers de Vilafranca van tornar a carregar-lo per segona vegada a la seva trajectòria, per la Diada de Tots Sants a Vilafanca del Penedès. Aquell any només la Vella l'havia provat (infructuosament), i la carregada dels verds va iniciar un dur període de decadència temporal per al castell total.

### 2004-2011: La pràctica desaparició d'un castell mític
De cop i volta, el 4 de 9 sense folre es va perdre del ventall constructiu de les grans colles del moment per diversos motius; fos per la pèrdua de castellers de tronc estratègics, per absència de canalla o per una baixada de nivell casteller (entre molts altres aspectes que es podrien citar). Ja al 2003 ni la Joves ni els Minyons s'atreviren a probar aquesta estructura, duent-la a plaça doncs només els Castellers de Vilafranca i la Vella. Però entre el 2004 i el 2005 la situació va anar empitjorant encara més, ja que cap colla el va dur a terme durant les diades del moment. La temporada 2006 només va veure un únic intent infructuós per part dels rosats. Semblava doncs que el 4 de 9 net havia desaparegut quasi completament del mapa, i així continuà durant la temporada 2007, no veient-se'n cap prova. Era un marc realment crític que no reflectia les grans fites del període 1998-2003.
L'any 2008 els Castellers de Vilafranca van carregar-lo dues vegades, després de cinc temporades sense ser dut a plaça per part dels verds. Era una gran millora per al castell, que semblava condemnat a desaparèixer del panorama casteller. La primera ocasió fou el 5 d'octubre en la XXII edició del concurs de castells de Tarragona, i la segona l'1 de novembre, en el marc de la diada de Tots Sants. No obstant, tot i la insistència del conjunt vilafranquí, al 2009 aquesta estructura es tornà a resistir durament, i els verds deixaren només un intent i dos intents desmuntats de 4 de 9 sense folre. Aquestes xifres van fer que a la temporada 2010 el castell total tornés a ser completament abandonat.

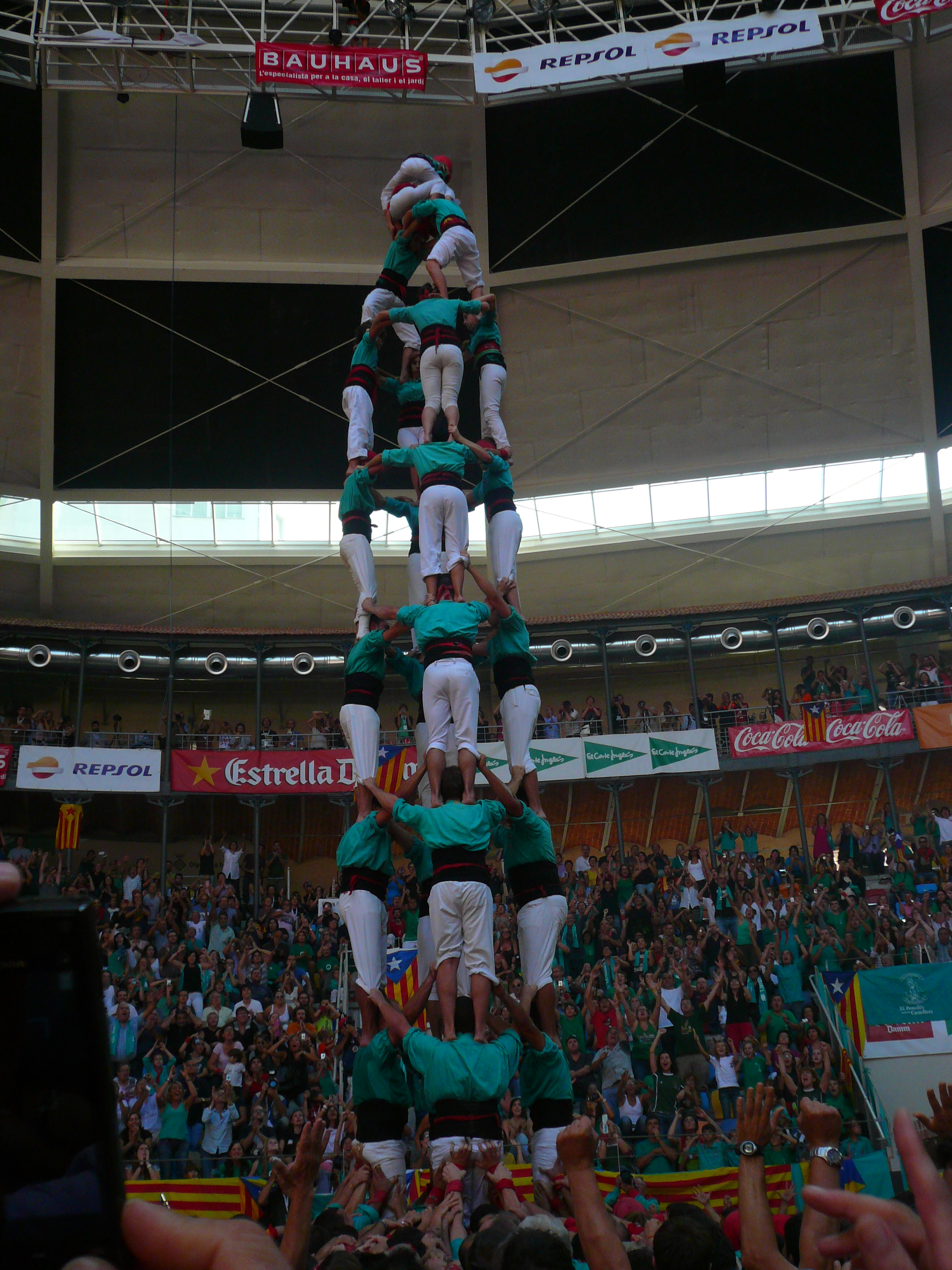
Primer 4 de 9 sense folre descarregat pels Castellers de Vilafranca, al Concurs del 2012.

L'any 2011 començaria a marcar un canvi de tendència respecte a l'evolució d'aquest castell: Primer de tot, l'1 d'octubre del 2011 els Castellers de Vilafranca, després de fer el 4 de 8 net tres cops en una setmana a l'assaig, van carregar el seu cinquè 4 de 9 sense folre per la Diada del Mercadal, a la plaça del Mercadal de Reus. Tres setmanes més tard, el 23 d'octubre, la Colla Vella dels Xiquets de Valls va fer el sisè intent d'aquest castel per Santa Úrsula. A més, al pati d'assaig de la Joves també es va tornar a veure aquesta estructura, que tanta importància havia tingut per al conjunt vermell en anys anteriors. Tan renovat interés per part de les colles marcaria la recuperació definitiva d'aquest mite al Món Casteller.

### 2012-Act.: El despertar definitiu del 4d9sf i el seu període de major esplendor
L'any 2012 va veure un fenomen de transició extraordinari per al currículum del 4 de 9 sense folre. Primer de tot, 14 anys després de la recuperació del 4 de 9 sense folre, els vilafranquins se l'adjudicaven completat al XXIV Concurs de castells de Tarragona, donant-li la victòria. Era el primer 4 net descarregat des del 2001. Aquella fita la repetirien justament un mes després per la Diada de Tot Sants, fent llavors una de les actuacions més grans que s'havien vist mai (2d9fsmc, 4d9sf, 7d9f, pd8fm). Tal actuació va ser aclamada com la diada del segle, donant grans temes de debat per molt de temps. Aquells dos quatres dels verds respresentaven el sisè i el setè descarregats de la història respectivament, i van ser passos de gegants per al conjunt vilafranquí a la seva trajectòria, car no oblidem que la colla el portava provant irregularment ni més ni menys que des de l'any 2000. A més, no es veia cap castell total descarregat des de la temporada 2001, sent doncs un canvi de gran rellevància per tal de poder recuperar definitivament aquest mític castell. Per la seva banda, la Colla Joves Xiquets de Valls també assolia aquest castell carregant-lo per la diada vallenca de Santa Úrsula d'aquell any. Així, el conjunt vermell recuperava el castell justament 11 anys després de fer-ne el seu darrer, agafant col·lateralment una gran embranzida per a la colla vallenca.

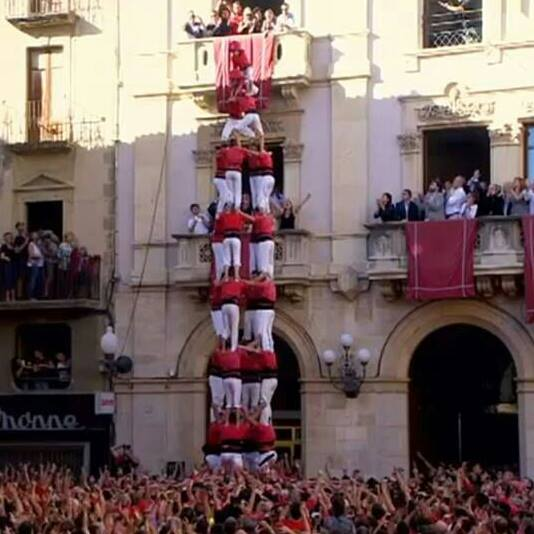
4 de 9 sense folre de la Colla Joves Xiquets de Valls, el primer descarregat mai a Valls, 27-X-2013.

Les mateixes colles assoliren el castell total l'any 2013: Els castellers de Vilafranca descarregaven el castell per primera vegada a la diada de Sant Fèlix junt amb el 3de10fm, i 15 dies després repetien el 4 de 9 sense folre a la plaça de la Font de Tarragona. D'aquesta manera aquesta fou la tercera plaça en veure'l descarregat, i era el quart descarregat consecutivament pels verds sense parit cap caiguda (un rècord que mai s'havia assolit). A més, el 4 net dels verds per Sant Fèlix va ajudar a consolidar la millor actuació a 3 castells més pilar de la història fins llavors (3d10fm, 4d9fp, 4d9sf, pd8fm, no sent superada ja fins a arribar a l'any 2015). La Colla Joves, per la seva banda, descarregava el tercer 4 de 9 sense folre a la seva trajectòria per la Diada de Santa Úrsula, sent aquell el primer descarregat mai a Valls durant la Història dels Castells. Tanmateix, la Vella continuava provant llavors aquesta estructura, com ja havia començat a fer des del 2012, deixant a la temporada 2013 dos intents. Tot plegat, aquest castell no era descarregat per dues colles en una mateixa temporada des del 2001, sent el 2013 un any de gran valor per tal de seguir progressant respecte a tal estructura.

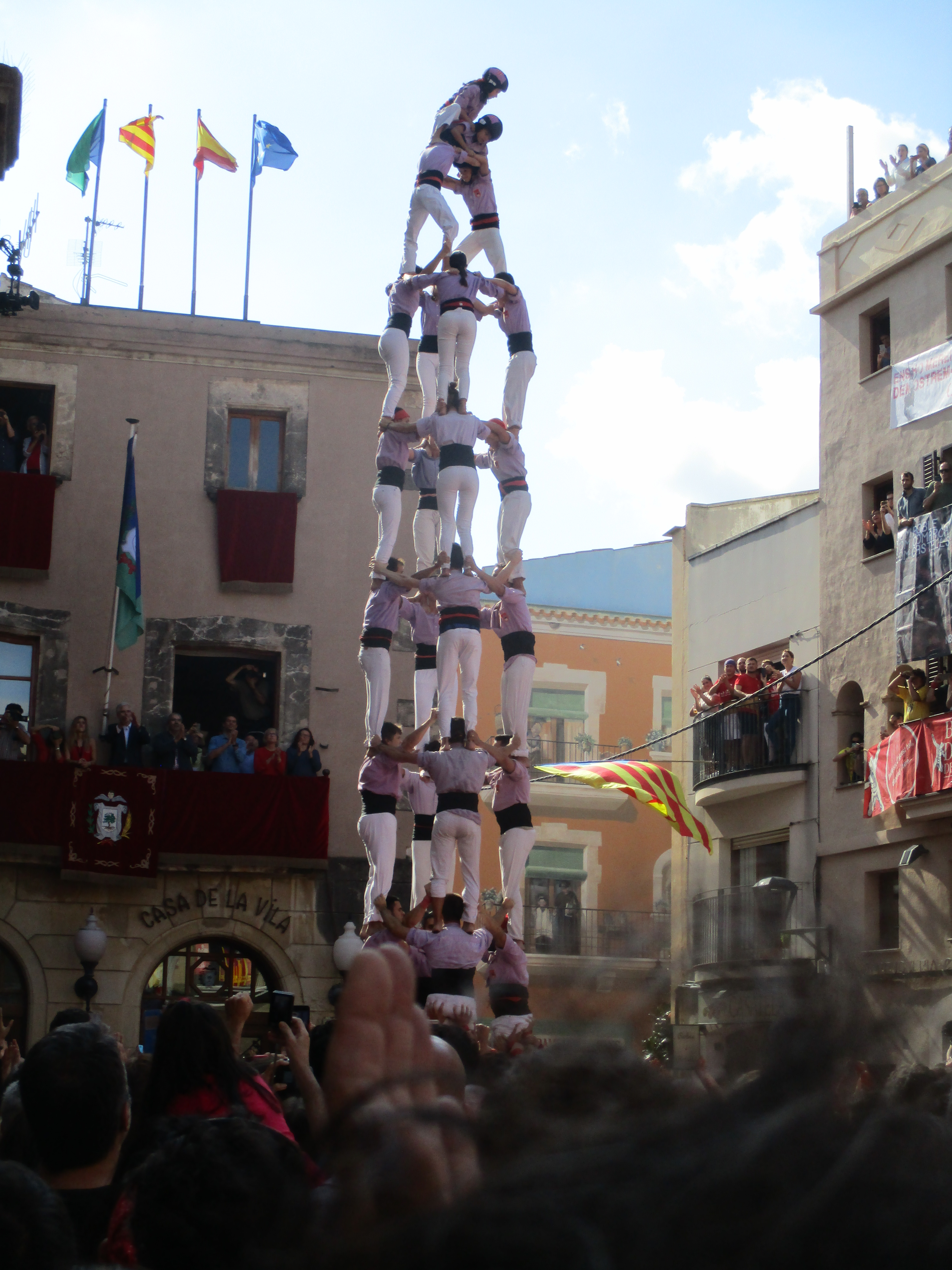
4 de 9 sense folre de Colla Jove Xiquets de Tarragona, el primer carregat per la colla, a la Fira de Santa Teresa del Vendrell.

Al 2014 fou carregat per 3 colles, però sense arribar-se a descarregar: Primer, per la Joves de Valls en el seu millor Sant Fèlix a Vilafranca (4d9sfc, 5d9f, 3d9f, pd8fmc). Per Santa Úrsula fou coronat per les dues colles de Valls. Justament uns dies abans la Vella l'havia desmuntat al Concurs en un intent que li hagués donat la victoria, però per fi el coronava 12 anys després del seu darrer (2002), i just a Valls. Era el primer cop des del 2001 que dues colles feien l'aleta a tal castell en una actuació (durant la Santa Úrsula del 2001 les dues colles de Valls el carregaren). Els vilafranquins finalment li feien l'aleta al castell total per Tots Sants. A la darreria de la temporada fins i tot els Castellers de Barcelona van fer una temptativa de 4 de 9 sense folre, arribant lluny però quedant en intent el dia 16 de noviembre. Era la sisena colla que s'atrevia a dur a plaça aquesta construcció històrica.
La temporada 2015 va implicar un canvi respecte al predoini sobre aquest gran castell: la Vella de Valls se'n convertí en la clara dominadora fins a l'actualitat. El 30 d'agost de 2015, a la Diada de Sant Fèlix, la Colla Vella dels Xiquets de Valls finalment el va descarregar per primera vegada a l'època castellera moderna (no el completaven del tot des del 1881). Era la quarta colla que assolia tal castell a la plaça més castellera. Abans d'acabar l'any l'agrupació rosada el completaria també per Santa Tecla a Tarragona (134 anys després del primer) i a Santa Úrsula (el segon completat del tot mai a Valls). Així havien assolit consecutivament l'onzè, el dotzè i el tretzè descarregats a la Història, i des de llavors els rosats s'erigiren com els grans dominadors de iure i de facto del castel total. A més, amb la feina feta la Vella va aconseguir un nou rècord; era la primera colla en descarregar tres 4 de 9 sense folre en una mateixa temporada. En contraposició, cap altre colla havia dut a plaça aquest gran castell durant l'any, realçant encara més la posició vigent dels rosats sobre el 4 net.
L'any 2016 va tornar a veure una renovada expansió del castell total, sent dut a terme per tres colles: Tot començà per Sant Fèlix, quan la Vella el va descarregar i la Joves el va carregar, ajudant a consolidar una actuació d'altíssim rendiment. No era gens habitual que es veiessin dos 4 nets en un mateix dia, i encara menys que se'ls hi pogués fer l'aleta, així que l'any començava de mode quasi perfecte per a aquesta estructura. La Vella de Valls el tornaria descarregar al Concurs de Castells i per Santa Úrsula, igualant el rècord que la mateixa colla havia ergit al 2015 al descarregar tres 4 de 9 sense folre en un any. Els Castellers de Vilafranca el van poder descarregar finalment per Tots Sants, una fita que no aconseguien fer des de la temporada 2013. Així que la situació del 4 net seguia creixent cada cop més.
La temporada 2017 va seguir veient una evolució positiva respecte a aquesta estructura: Primer de tot, els vilafranquins van tornar a apostar per aquest castell pensant en un hipotètic 4 de 10 amb folre sense manilles per encarar cap al final de la temporada, però el 4 de 9 sense folre se'ls resistí des del Plà de la Seu a la Mercè, només podent carregar-lo una vegada el dia 17 de setembre a la plaça de la Font de Tarragona per Santa Tecla. Segon, la Vella va seguir amb el seu respectiu tour net. En total en va descarregar dos, va carregar un i va deixar dos intents desmuntats, i fins a la carregada del primer diumenge de festes de Santa Tecla el conjunt rosat havia consolidat un rècord sense cap tipus de precedent; sumant els 4 nets del 2015, 2016 i 2017, era la primera vegada que una colla feia set 4 de 9 sense folre no patint cap caiguda. Tanmateix, en tercer lloc, el 15 d'octubre al Vendrell durant la seva Fira de Santa Teresa la Colla Jove Xiquets de Tarragona va carregar el primer 4 de 9 sense folre de l'historial de l'agrupació, al segon intent del seu currículum, en una plaça castellera que encara no l'havia pogut veure mai. D'aquesta manera la Jove de Tarragona es convertia en la cinquena entitat que assolia el famós castell total.
El 2018 va significar una temporada de predomini del 4 de 9 sense folre per part de les colles de Valls, car cap altre agrupació del Món Casteller el va poder dur a plaça: La Colla Vella realitzà un total de cinc descarregats en un any entre El Catllar i Santa Úrsula, consolidant un rècord que no tenia cap símil a la Història. A més, el 4 net del 7 d'octubre li va ajudar a guanyar el XXVII Concurs de Castells de Tarragona, per primera vegada des de l'edició del 2000. Tanmateix, la Colla Joves Xiquets de Valls havia tornat a posar la mira sobre aquest gegant en un any en el qual pretenia fer l'ambiciosa tripleta neta. Tot i deixar dos intents desmontats al Concurs, el conjunt vermell finalment descarregà el primer 4 de 9 sense folre completat mai al Vendrell el 14 d'octubre, a més de ser el primer descarregat per l'agrupació des de la temporada 2013. La Diada de Santa Úrsula de 2018 va posar punt final a un any on els 4 de 9 sense folres vallencs havien agafat més força que mai; les dues colles de la ciutat de Valls van descarregar el 4 net al mateix dia i plaça, i tot just a primera ronda. No s'havien descarregat dos castells totals en una mateixa actuació des del Sant Fèlix del 2001, i mai dues agrupacions d'una mateixa localitat havien sigut capaçes de descarregar tant rellevant colós. D'aquesta manera acabava un any pletòric per al castell total, amb un alt rendiment (7d + 2id), a més de ser el tercer cop a la història que en una temporada on es duia a terme tal estructura no se'n veia cap prova acabada en caiguda, i la primera vegada amb més de tres proves en una única temporada.
Tot i que la major part del món casteller accepti que fou la Colla Vella dels Xiquets de Valls la primera en realitzar el castell total, hi ha evidències suficients per a poder dir que els predecessors de la Colla Joves dels Xiquets de Valls (Colla Nova) va fer el quatre de nou net abans que els rosats. Una qüestió similar és objecte de discussió: la realització del tres de nou net.

## Cronologia i fites

### Cronologia contemporània
La següent taula mostra una cronologia dels intents de 4 de 9 sense folre fets fins a l'actualitat, a partir del segle xx. Hi figuren les colles que l'han intentat, la data, la O diada, la plaça, el resultat del castell, els altres castells intentats en l'actuació i un comentari de cada una de les temptatives.
| \| Núm. \| Colla \| Data \| Diada \| Plaça \| Resultat \| Actuació \| Notes \| \| ---- \| ---------------------------- \| -------------------- \| --------------------- \| --------------------- \| -------- \| ------------------------------------ \| ------------------------------------------------------------------------------------------------------------------------- \| \| 1 \| Colla Joves Xiquets de Valls \| 23 d'octubre de 1983 \| Diada de Santa Úrsula \| Plaça del Blat, Valls \| Intent \| 5de8, 4de9sf(i), 3de8(c), 4de8, Pde5 \| Primer intent de 4de9sf de la història moderna dels castells. Primer intent de 4de9sf de la Colla Joves Xiquets de Valls. \| |                              |                      |                       |                       |          |                                      | |
| Núm. | Colla                        | Data                 | Diada                 | Plaça                 | Resultat | Actuació                             | Notes |
| 1 | Colla Joves Xiquets de Valls | 23 d'octubre de 1983 | Diada de Santa Úrsula | Plaça del Blat, Valls | Intent   | 5de8, 4de9sf(i), 3de8(c), 4de8, Pde5 | Primer intent de 4de9sf de la història moderna dels castells. Primer intent de 4de9sf de la Colla Joves Xiquets de Valls. |

| Núm. | Colla                        | Data                 | Diada                 | Plaça                 | Resultat | Actuació                             | Notes |
| ---- | ---------------------------- | -------------------- | --------------------- | --------------------- | -------- | ------------------------------------ | --- |
| 1    | Colla Joves Xiquets de Valls | 23 d'octubre de 1983 | Diada de Santa Úrsula | Plaça del Blat, Valls | Intent   | 5de8, 4de9sf(i), 3de8(c), 4de8, Pde5 | Primer intent de 4de9sf de la història moderna dels castells. Primer intent de 4de9sf de la Colla Joves Xiquets de Valls. |

| \| Núm. \| Colla \| Data \| Diada \| Plaça \| Resultat \| Actuació \| Notes \| \| ---- \| --------------------------------- \| ---------------------- \| ------------------------------------- \| ---------------------------------------- \| ---------------- \| ------------------------------------------------------- \| ------------------------------------------------------------------------------------------------------------- \| \| 2 \| Minyons de Terrassa \| 20 de novembre de 1994 \| Diada dels Minyons de Terrassa \| Terrassa \| Intent \| 4de9sf(i), 4de9f, 3de9f, Pde5 \| Primer intent de 4de9sf dels Minyons de Terrassa. \| \| 3 \| Minyons de Terrassa \| 24 de novembre de 1996 \| Diada dels Minyons de Terrassa \| Terrassa \| Intent \| 5de9f(id), 5de9f, 2de9fm, 4de9sf(i), 3de9f, Pde5 \| \| \| 4 \| Colla Joves Xiquets de Valls \| 30 d'agost de 1998 \| Diada de Sant Fèlix \| Plaça de la Vila, Vilafranca del Penedès \| Intent \| 4de9sf(i), 4de9f, 3de9f(id), 3de9f(i), 3de8, Pde5 \| \| \| 5 \| Colla Joves Xiquets de Valls \| 4 d'octubre de 1998 \| XVII Concurs de castells de Tarragona \| Plaça de Toros, Tarragona \| Intent \| 4de9sf(i), 4de9f, 3de9f, 4de9sf(i), 2de8f, Pde5 \| \| \| 6 \| Colla Jove Xiquets de Tarragona \| 4 d'octubre de 1998 \| XVII Concurs de castells de Tarragona \| Plaça de Toros, Tarragona \| Intent \| 3de9f(c), 4de9f(c), 4de8a 4de9sf(i), Pde5 \| Primer intent de 4de9sf de la Colla Jove Xiquets de Tarragona. \| \| 7 \| Colla Joves Xiquets de Valls \| 4 d'octubre de 1998 \| XVII Concurs de castells de Tarragona \| Plaça de Toros, Tarragona \| Intent \| 4de9sf(i), 4de9f, 3de9f, 4de9sf(i), 2de8f, Pde5 \| \| \| 8 \| Colla Vella dels Xiquets de Valls \| 4 d'octubre de 1998 \| XVII Concurs de castells de Tarragona \| Plaça de Toros, Tarragona \| Intent \| 5de9f, 4de9fp(c), Pde8fm(i), Pde8fm(c), 4de9sf(i), Pde5 \| Primer intent de 4de9sf de la Colla Vella dels Xiquets de Valls. \| \| 9 \| Colla Joves Xiquets de Valls \| 25 d'octubre de 1998 \| Diada de Santa Úrsula \| Plaça del Blat, Valls \| Intent \| 5de9f(i), 3de9f, 5de9f(c), 4de9sf(i), 4de9f, Pde5 \| \| \| 10 \| Minyons de Terrassa \| 25 d'octubre de 1998 \| Diada de Sant Narcís \| Plaça del Vi, Girona \| Descarregat \| 5de9f, 4de9sf, 3de9f, Pde7f \| Primer 4de9sf descarregat de l'era moderna dels castells. Primer 4de9sf descarregat dels Minyons de Terrassa. \| \| 11 \| Colla Vella dels Xiquets de Valls \| 24 de juny de 1999 \| Diada de Sant Joan \| Plaça del Blat, Valls \| Intent \| 5de9f(i), 5de9f(c), 4de9sf(i), 4de9f, 3de9f(i), Pde7f \| \| \| 12 \| Colla Joves Xiquets de Valls \| 24 d'octubre de 1999 \| Diada de Santa Úrsula \| Plaça del Blat, Valls \| Intent desmuntat \| 4de9sf(id), 4de9sf(c), 3de9f, 2de8f, Pde6(i), Pde5 \| \| \| 13 \| Colla Joves Xiquets de Valls \| 24 d'octubre de 1999 \| Diada de Santa Úrsula \| Plaça del Blat, Valls \| Carregat \| 4de9sf(id), 4de9sf(c), 3de9f, 2de8f, Pde6(i), Pde5 \| Primer 4de9sf carregat de la Colla Joves Xiquets de Valls. \| \| 14 \| Minyons de Terrassa \| 24 d'octubre de 1999 \| Diada de Sant Narcís \| Plaça del Vi, Girona \| Carregat \| 5de9f, 4de9sf(c), 3de9f, Pde8fm(i), Pde5 \| \| |                                   |                        |                                       |                                          |                  |                                                         | |
| Núm. | Colla                             | Data                   | Diada                                 | Plaça                                    | Resultat         | Actuació                                                | Notes |
| 2 | Minyons de Terrassa               | 20 de novembre de 1994 | Diada dels Minyons de Terrassa        | Terrassa                                 | Intent           | 4de9sf(i), 4de9f, 3de9f, Pde5                           | Primer intent de 4de9sf dels Minyons de Terrassa.                                                             |
| 3 | Minyons de Terrassa               | 24 de novembre de 1996 | Diada dels Minyons de Terrassa        | Terrassa                                 | Intent           | 5de9f(id), 5de9f, 2de9fm, 4de9sf(i), 3de9f, Pde5        | |
| 4 | Colla Joves Xiquets de Valls      | 30 d'agost de 1998     | Diada de Sant Fèlix                   | Plaça de la Vila, Vilafranca del Penedès | Intent           | 4de9sf(i), 4de9f, 3de9f(id), 3de9f(i), 3de8, Pde5       | |
| 5 | Colla Joves Xiquets de Valls      | 4 d'octubre de 1998    | XVII Concurs de castells de Tarragona | Plaça de Toros, Tarragona                | Intent           | 4de9sf(i), 4de9f, 3de9f, 4de9sf(i), 2de8f, Pde5         | |
| 6 | Colla Jove Xiquets de Tarragona   | 4 d'octubre de 1998    | XVII Concurs de castells de Tarragona | Plaça de Toros, Tarragona                | Intent           | 3de9f(c), 4de9f(c), 4de8a 4de9sf(i), Pde5               | Primer intent de 4de9sf de la Colla Jove Xiquets de Tarragona.                                                |
| 7 | Colla Joves Xiquets de Valls      | 4 d'octubre de 1998    | XVII Concurs de castells de Tarragona | Plaça de Toros, Tarragona                | Intent           | 4de9sf(i), 4de9f, 3de9f, 4de9sf(i), 2de8f, Pde5         | |
| 8 | Colla Vella dels Xiquets de Valls | 4 d'octubre de 1998    | XVII Concurs de castells de Tarragona | Plaça de Toros, Tarragona                | Intent           | 5de9f, 4de9fp(c), Pde8fm(i), Pde8fm(c), 4de9sf(i), Pde5 | Primer intent de 4de9sf de la Colla Vella dels Xiquets de Valls.                                              |
| 9 | Colla Joves Xiquets de Valls      | 25 d'octubre de 1998   | Diada de Santa Úrsula                 | Plaça del Blat, Valls                    | Intent           | 5de9f(i), 3de9f, 5de9f(c), 4de9sf(i), 4de9f, Pde5       | |
| 10 | Minyons de Terrassa               | 25 d'octubre de 1998   | Diada de Sant Narcís                  | Plaça del Vi, Girona                     | Descarregat      | 5de9f, 4de9sf, 3de9f, Pde7f                             | Primer 4de9sf descarregat de l'era moderna dels castells. Primer 4de9sf descarregat dels Minyons de Terrassa. |
| 11 | Colla Vella dels Xiquets de Valls | 24 de juny de 1999     | Diada de Sant Joan                    | Plaça del Blat, Valls                    | Intent           | 5de9f(i), 5de9f(c), 4de9sf(i), 4de9f, 3de9f(i), Pde7f   | |
| 12 | Colla Joves Xiquets de Valls      | 24 d'octubre de 1999   | Diada de Santa Úrsula                 | Plaça del Blat, Valls                    | Intent desmuntat | 4de9sf(id), 4de9sf(c), 3de9f, 2de8f, Pde6(i), Pde5      | |
| 13 | Colla Joves Xiquets de Valls      | 24 d'octubre de 1999   | Diada de Santa Úrsula                 | Plaça del Blat, Valls                    | Carregat         | 4de9sf(id), 4de9sf(c), 3de9f, 2de8f, Pde6(i), Pde5      | Primer 4de9sf carregat de la Colla Joves Xiquets de Valls.                                                    |
| 14 | Minyons de Terrassa               | 24 d'octubre de 1999   | Diada de Sant Narcís                  | Plaça del Vi, Girona                     | Carregat         | 5de9f, 4de9sf(c), 3de9f, Pde8fm(i), Pde5                | |

| Núm. | Colla                             | Data                   | Diada                                 | Plaça                                    | Resultat         | Actuació                                                | Notes |
| ---- | --------------------------------- | ---------------------- | ------------------------------------- | ---------------------------------------- | ---------------- | ------------------------------------------------------- | --- |
| 2    | Minyons de Terrassa               | 20 de novembre de 1994 | Diada dels Minyons de Terrassa        | Terrassa                                 | Intent           | 4de9sf(i), 4de9f, 3de9f, Pde5                           | Primer intent de 4de9sf dels Minyons de Terrassa.                                                             |
| 3    | Minyons de Terrassa               | 24 de novembre de 1996 | Diada dels Minyons de Terrassa        | Terrassa                                 | Intent           | 5de9f(id), 5de9f, 2de9fm, 4de9sf(i), 3de9f, Pde5        | |
| 4    | Colla Joves Xiquets de Valls      | 30 d'agost de 1998     | Diada de Sant Fèlix                   | Plaça de la Vila, Vilafranca del Penedès | Intent           | 4de9sf(i), 4de9f, 3de9f(id), 3de9f(i), 3de8, Pde5       | |
| 5    | Colla Joves Xiquets de Valls      | 4 d'octubre de 1998    | XVII Concurs de castells de Tarragona | Plaça de Toros, Tarragona                | Intent           | 4de9sf(i), 4de9f, 3de9f, 4de9sf(i), 2de8f, Pde5         | |
| 6    | Colla Jove Xiquets de Tarragona   | 4 d'octubre de 1998    | XVII Concurs de castells de Tarragona | Plaça de Toros, Tarragona                | Intent           | 3de9f(c), 4de9f(c), 4de8a 4de9sf(i), Pde5               | Primer intent de 4de9sf de la Colla Jove Xiquets de Tarragona.                                                |
| 7    | Colla Joves Xiquets de Valls      | 4 d'octubre de 1998    | XVII Concurs de castells de Tarragona | Plaça de Toros, Tarragona                | Intent           | 4de9sf(i), 4de9f, 3de9f, 4de9sf(i), 2de8f, Pde5         | |
| 8    | Colla Vella dels Xiquets de Valls | 4 d'octubre de 1998    | XVII Concurs de castells de Tarragona | Plaça de Toros, Tarragona                | Intent           | 5de9f, 4de9fp(c), Pde8fm(i), Pde8fm(c), 4de9sf(i), Pde5 | Primer intent de 4de9sf de la Colla Vella dels Xiquets de Valls.                                              |
| 9    | Colla Joves Xiquets de Valls      | 25 d'octubre de 1998   | Diada de Santa Úrsula                 | Plaça del Blat, Valls                    | Intent           | 5de9f(i), 3de9f, 5de9f(c), 4de9sf(i), 4de9f, Pde5       | |
| 10   | Minyons de Terrassa               | 25 d'octubre de 1998   | Diada de Sant Narcís                  | Plaça del Vi, Girona                     | Descarregat      | 5de9f, 4de9sf, 3de9f, Pde7f                             | Primer 4de9sf descarregat de l'era moderna dels castells. Primer 4de9sf descarregat dels Minyons de Terrassa. |
| 11   | Colla Vella dels Xiquets de Valls | 24 de juny de 1999     | Diada de Sant Joan                    | Plaça del Blat, Valls                    | Intent           | 5de9f(i), 5de9f(c), 4de9sf(i), 4de9f, 3de9f(i), Pde7f   | |
| 12   | Colla Joves Xiquets de Valls      | 24 d'octubre de 1999   | Diada de Santa Úrsula                 | Plaça del Blat, Valls                    | Intent desmuntat | 4de9sf(id), 4de9sf(c), 3de9f, 2de8f, Pde6(i), Pde5      | |
| 13   | Colla Joves Xiquets de Valls      | 24 d'octubre de 1999   | Diada de Santa Úrsula                 | Plaça del Blat, Valls                    | Carregat         | 4de9sf(id), 4de9sf(c), 3de9f, 2de8f, Pde6(i), Pde5      | Primer 4de9sf carregat de la Colla Joves Xiquets de Valls.                                                    |
| 14   | Minyons de Terrassa               | 24 d'octubre de 1999   | Diada de Sant Narcís                  | Plaça del Vi, Girona                     | Carregat         | 5de9f, 4de9sf(c), 3de9f, Pde8fm(i), Pde5                | |

| \| Núm. \| Colla \| Data \| Diada \| Plaça \| Resultat \| Actuació \| Notes \| \| ---- \| --------------------------------- \| ---------------------- \| ---------------------------------------------- \| ----------------------------------------------- \| ---------------- \| ---------------------------------------------------------------- \| --------------------------------------------------------------------------------------------------------------------------------------------------------------------- \| \| 15 \| Colla Joves Xiquets de Valls \| 24 de juny de 2000 \| Diada de Sant Joan \| Plaça del Blat, Valls \| Carregat \| 4de9sf(c), 3de9f, 5de8, Pde5 \| \| \| 16 \| Colla Joves Xiquets de Valls \| 2 d'agost de 2000 \| Diada del Firagost \| Plaça del Blat, Valls \| Intent desmuntat \| 5de8, 4de9sf(id), 2de8f, 3de9f, Pde5 \| \| \| 17 \| Colla Joves Xiquets de Valls \| 15 d'agost de 2000 \| Diada de Festa Major \| Carrer del Doctor Robert, La Bisbal del Penedès \| Carregat \| 4de9sf(c), 3de9f, 5de8, Pde5 \| \| \| 18 \| Colla Joves Xiquets de Valls \| 30 d'agost de 2000 \| Diada de Sant Fèlix \| Plaça de la Vila, Vilafranca del Penedès \| Descarregat \| 4de9sf, 5de9f(i), 3de9f(i), 5de8, Pde5 \| Primer 4de9sf descarregat de la Colla Joves Xiquets de Valls. Primer 4de9sf descarregat a Vilafranca del Penedès. \| \| 19 \| Colla Joves Xiquets de Valls \| 8 d'octubre de 2000 \| XVIII Concurs de castells de Tarragona \| Plaça de Toros, Tarragona \| Carregat \| 4de9sf(c), 3de9f, 5de9f(i), 5de9f(i), 2de8f, Pde5 \| \| \| 20 \| Castellers de Vilafranca \| 8 d'octubre de 2000 \| XVIII Concurs de castells de Tarragona \| Plaça de Toros, Tarragona \| Intent \| 4de9fa, 3de10fm(i), 3de10fm(i), Tde8sf(c), 4de9sf(i), Pde5 \| Primer intent de 4de9sf dels Castellers de Vilafranca. \| \| 21 \| Colla Joves Xiquets de Valls \| 22 d'octubre de 2000 \| Diada de Santa Úrsula \| Plaça del Blat, Valls \| Carregat \| 4de9sf(c), 5de9f(c) \| \| \| 22 \| Minyons de Terrassa \| 29 d'octubre de 2000 \| Diada de Sant Narcís \| Plaça del Vi, Girona \| Carregat \| 4de9sf(c), 2de9fm, 3de9f, Pde7f(i), Pde5 \| \| \| 23 \| Colla Joves Xiquets de Valls \| 5 de novembre de 2000 \| Fira de Vila-rodona \| Plaça dels Arbres, Vila-rodona \| Carregat \| 4de9sf(c), 3de9sf(i), 2de8f, 3de9sf(i), 3de8, Pde5 \| \| \| 24 \| Minyons de Terrassa \| 5 de novembre de 2000 \| Diada dels Capgrossos \| Mataró \| Intent desmuntat \| 4de9sf(id), 3de9f, 4de9sf(c), 2de7, Pde5 \| \| \| 25 \| Minyons de Terrassa \| 5 de novembre de 2000 \| Diada dels Capgrossos \| Mataró \| Carregat \| 4de9sf(i), 3de9f, 4de9sf(c), 2de7, Pde5 \| \| \| 26 \| Colla Joves Xiquets de Valls \| 2 de febrer de 2001 \| Diada de la Candela \| Plaça del Blat, Valls \| Intent \| 4de9sf(i), 4de8, 2de8f(id), 2de8f, 3de9f(i), 3de8, Pde5(c) \| \| \| 27 \| Minyons de Terrassa \| 30 d'agost de 2001 \| Diada de Sant Fèlix \| Plaça de la Vila, Vilafranca del Penedès \| Descarregat \| 2de9fm, 4de9sf, Pde8fm(c), Pde5 \| Primer cop que es descarreguen dos 4de9sf en una mateixa diada (amb la Colla Joves Xiquets de Valls). Segona colla en descarregar el 4de9sf a Vilafranca del Penedès. \| \| 28 \| Colla Joves Xiquets de Valls \| 30 d'agost de 2001 \| Diada de Sant Fèlix \| Plaça de la Vila, Vilafranca del Penedès \| Descarregat \| 2de9fm(c), 3de9f, 4de9sf, Pde5 \| Primer cop que es descarreguen dos 4de9sf en una mateixa diada (amb els Minyons de Terrassa). \| \| 29 \| Colla Vella dels Xiquets de Valls \| 30 d'agost de 2001 \| Diada de Sant Fèlix \| Plaça de la Vila, Vilafranca del Penedès \| Intent \| 5de9f(c), 2de9fm(i), 3de8pb(c), 4de9sf(i), 4de8p, Pde5 \| \| \| 30 \| Minyons de Terrassa \| 7 d'octubre de 2001 \| Diada del Mercadal \| Plaça del Mercadal, Reus \| Descarregat \| 3de9f, 4de9sf, 5de8, Pde7f \| \| \| 31 \| Colla Joves Xiquets de Valls \| 21 d'octubre de 2001 \| Diada de Santa Úrsula \| Plaça del Blat, Valls \| Carregat \| 4de9sf(c), 2de9fm(i), 2de9fm(c), 2de8sf(i), 3de9f(id), Pde5 \| \| \| 32 \| Colla Vella dels Xiquets de Valls \| 21 d'octubre de 2001 \| Diada de Santa Úrsula \| Plaça del Blat, Valls \| Intent \| 4de9sf(i), 4de9fp(c), 4de9sf(c), 2de8sf(i), 2de8sf(id), Pde5 \| \| \| 33 \| Colla Vella dels Xiquets de Valls \| 21 d'octubre de 2001 \| Diada de Santa Úrsula \| Plaça del Blat, Valls \| Carregat \| 4de9sf(i), 4de9fp(c), 4de9sf(c), 2de8sf(i), 2de8sf(id), Pde5 \| Primer 4de9sf carregat de la Colla Vella dels Xiquets de Valls. \| \| 34 \| Castellers de Vilafranca \| 1 de novembre de 2001 \| Diada de Tots Sants \| Plaça de la Vila, Vilafranca del Penedès \| Intent \| Tde9fm, Tde9fm, 4de9sf(i), 3de9f, 4de9f, Pde5 \| \| \| 35 \| Minyons de Terrassa \| 18 de novembre de 2001 \| Diada dels Minyons \| Terrassa \| Carregat \| 5de9f(id), 5de9f, 4de9sf(c), 3de9f, Pde6 \| \| \| 36 \| Minyons de Terrassa \| 30 de juny de 2002 \| Festa Major de Sant Pere \| Raval de Montserrat, Terrassa \| Intent desmuntat \| 2de9fm, 4de9sf(id), 4de9sf(i), 3de9f, Pde6 \| \| \| 37 \| Minyons de Terrassa \| 30 de juny de 2002 \| Festa Major de Sant Pere \| Raval de Montserrat, Terrassa \| Intent \| 2de9fm, 4de9sf(id), 4de9sf(i), 3de9f, Pde6 \| \| \| 38 \| Castellers de Vilafranca \| 6 d'octubre de 2002 \| XIX Concurs de castells de Tarragona \| Plaça de Toros, Tarragona \| Intent \| 4de9fa, 5de9f, 3de10fm(c), 4de9sf(i), Pde5 \| \| \| 39 \| Colla Vella dels Xiquets de Valls \| 27 d'octubre de 2002 \| Diada de Santa Úrsula \| Plaça del Blat, Valls \| Carregat \| 4de9fa(i), 4de9fa, 4de9sf(c), 3de9f, Pde8fm \| \| \| 40 \| Castellers de Vilafranca \| 1 de novembre de 2002 \| Diada de Tots Sants \| Plaça de la Vila, Vilafranca del Penedès \| Carregat \| 4de9sf(c), 3de10fm(i), Pde9fmp(i), Tde9fm, Pde8fm(i), Pde5 \| Primer 4de9sf carregat pels Castellers de Vilafranca. \| \| 41 \| Castellers de Vilafranca \| 1 de novembre de 2003 \| Diada de Tots Sants \| Plaça de la Vila, Vilafranca del Penedès \| Carregat \| 4de9sf(c), 4de9fa(id), Tde9fm(id), 4de9fa(id), 3de9f(id), Pde8fm \| \| \| 42 \| Colla Vella dels Xiquets de Valls \| 2 de novembre de 2003 \| Fira de Vila-rodona \| Plaça dels Arbres, Vila-rodona \| Intent \| 4de9sf(i), 5de8, 4de8p, 3de8, Pde5 \| \| \| 43 \| Colla Vella dels Xiquets de Valls \| 1 d'octubre de 2006 \| XXI Concurs de castells de Tarragona \| Plaça de Toros, Tarragona \| Intent \| 4de9fa, 5de9f(id), 5de9f(c), 4de9sf(i), 3de9f, Pde5 \| \| \| 44 \| Castellers de Vilafranca \| 5 d'octubre de 2008 \| XXII Concurs de castells de Tarragona \| Plaça de Toros, Tarragona \| Carregat \| 4de9fa, Pde8fm, Tde8sf(c), 4de9sf(c) \| \| \| 45 \| Castellers de Vilafranca \| 1 de novembre de 2008 \| Diada de Tots Sants \| Plaça de la Vila, Vilafranca del Penedès \| Carregat \| 4de9sf(c), 3de9f(i), 4de8a, Tde8f(c), Pde5 \| \| \| 46 \| Castellers de Vilafranca \| 24 d'octubre de 2009 \| Diada de la Colla Jove de Castellers de Sitges \| Plaça del Cap de la Vila, Sitges \| Intent desmuntat \| 3de9f(i), 4de9sf(id), 4de9sf(id), 4de9sf(i), Tde8f, Pde5 \| \| \| 47 \| Castellers de Vilafranca \| 24 d'octubre de 2009 \| Diada de la Colla Jove de Castellers de Sitges \| Plaça del Cap de la Vila, Sitges \| Intent desmuntat \| 3de9f(i), 4de9sf(id), 4de9sf(id), 4de9sf(i), Tde8f, Pde5 \| \| \| 48 \| Castellers de Vilafranca \| 24 d'octubre de 2009 \| Diada de la Colla Jove de Castellers de Sitges \| Plaça del Cap de la Vila, Sitges \| Intent \| 3de9f(i), 4de9sf(id), 4de9sf(id), 4de9sf(i), Tde8f, Pde5 \| \| |                                   |                        |                                                |                                                 |                  |                                                                  | |
| Núm. | Colla                             | Data                   | Diada                                          | Plaça                                           | Resultat         | Actuació                                                         | Notes |
| 15 | Colla Joves Xiquets de Valls      | 24 de juny de 2000     | Diada de Sant Joan                             | Plaça del Blat, Valls                           | Carregat         | 4de9sf(c), 3de9f, 5de8, Pde5                                     | |
| 16 | Colla Joves Xiquets de Valls      | 2 d'agost de 2000      | Diada del Firagost                             | Plaça del Blat, Valls                           | Intent desmuntat | 5de8, 4de9sf(id), 2de8f, 3de9f, Pde5                             | |
| 17 | Colla Joves Xiquets de Valls      | 15 d'agost de 2000     | Diada de Festa Major                           | Carrer del Doctor Robert, La Bisbal del Penedès | Carregat         | 4de9sf(c), 3de9f, 5de8, Pde5                                     | |
| 18 | Colla Joves Xiquets de Valls      | 30 d'agost de 2000     | Diada de Sant Fèlix                            | Plaça de la Vila, Vilafranca del Penedès        | Descarregat      | 4de9sf, 5de9f(i), 3de9f(i), 5de8, Pde5                           | Primer 4de9sf descarregat de la Colla Joves Xiquets de Valls. Primer 4de9sf descarregat a Vilafranca del Penedès.                                                     |
| 19 | Colla Joves Xiquets de Valls      | 8 d'octubre de 2000    | XVIII Concurs de castells de Tarragona         | Plaça de Toros, Tarragona                       | Carregat         | 4de9sf(c), 3de9f, 5de9f(i), 5de9f(i), 2de8f, Pde5                | |
| 20 | Castellers de Vilafranca          | 8 d'octubre de 2000    | XVIII Concurs de castells de Tarragona         | Plaça de Toros, Tarragona                       | Intent           | 4de9fa, 3de10fm(i), 3de10fm(i), Tde8sf(c), 4de9sf(i), Pde5       | Primer intent de 4de9sf dels Castellers de Vilafranca. |
| 21 | Colla Joves Xiquets de Valls      | 22 d'octubre de 2000   | Diada de Santa Úrsula                          | Plaça del Blat, Valls                           | Carregat         | 4de9sf(c), 5de9f(c)                                              | |
| 22 | Minyons de Terrassa               | 29 d'octubre de 2000   | Diada de Sant Narcís                           | Plaça del Vi, Girona                            | Carregat         | 4de9sf(c), 2de9fm, 3de9f, Pde7f(i), Pde5                         | |
| 23 | Colla Joves Xiquets de Valls      | 5 de novembre de 2000  | Fira de Vila-rodona                            | Plaça dels Arbres, Vila-rodona                  | Carregat         | 4de9sf(c), 3de9sf(i), 2de8f, 3de9sf(i), 3de8, Pde5               | |
| 24 | Minyons de Terrassa               | 5 de novembre de 2000  | Diada dels Capgrossos                          | Mataró                                          | Intent desmuntat | 4de9sf(id), 3de9f, 4de9sf(c), 2de7, Pde5                         | |
| 25 | Minyons de Terrassa               | 5 de novembre de 2000  | Diada dels Capgrossos                          | Mataró                                          | Carregat         | 4de9sf(i), 3de9f, 4de9sf(c), 2de7, Pde5                          | |
| 26 | Colla Joves Xiquets de Valls      | 2 de febrer de 2001    | Diada de la Candela                            | Plaça del Blat, Valls                           | Intent           | 4de9sf(i), 4de8, 2de8f(id), 2de8f, 3de9f(i), 3de8, Pde5(c)       | |
| 27 | Minyons de Terrassa               | 30 d'agost de 2001     | Diada de Sant Fèlix                            | Plaça de la Vila, Vilafranca del Penedès        | Descarregat      | 2de9fm, 4de9sf, Pde8fm(c), Pde5                                  | Primer cop que es descarreguen dos 4de9sf en una mateixa diada (amb la Colla Joves Xiquets de Valls). Segona colla en descarregar el 4de9sf a Vilafranca del Penedès. |
| 28 | Colla Joves Xiquets de Valls      | 30 d'agost de 2001     | Diada de Sant Fèlix                            | Plaça de la Vila, Vilafranca del Penedès        | Descarregat      | 2de9fm(c), 3de9f, 4de9sf, Pde5                                   | Primer cop que es descarreguen dos 4de9sf en una mateixa diada (amb els Minyons de Terrassa).                                                                         |
| 29 | Colla Vella dels Xiquets de Valls | 30 d'agost de 2001     | Diada de Sant Fèlix                            | Plaça de la Vila, Vilafranca del Penedès        | Intent           | 5de9f(c), 2de9fm(i), 3de8pb(c), 4de9sf(i), 4de8p, Pde5           | |
| 30 | Minyons de Terrassa               | 7 d'octubre de 2001    | Diada del Mercadal                             | Plaça del Mercadal, Reus                        | Descarregat      | 3de9f, 4de9sf, 5de8, Pde7f                                       | |
| 31 | Colla Joves Xiquets de Valls      | 21 d'octubre de 2001   | Diada de Santa Úrsula                          | Plaça del Blat, Valls                           | Carregat         | 4de9sf(c), 2de9fm(i), 2de9fm(c), 2de8sf(i), 3de9f(id), Pde5      | |
| 32 | Colla Vella dels Xiquets de Valls | 21 d'octubre de 2001   | Diada de Santa Úrsula                          | Plaça del Blat, Valls                           | Intent           | 4de9sf(i), 4de9fp(c), 4de9sf(c), 2de8sf(i), 2de8sf(id), Pde5     | |
| 33 | Colla Vella dels Xiquets de Valls | 21 d'octubre de 2001   | Diada de Santa Úrsula                          | Plaça del Blat, Valls                           | Carregat         | 4de9sf(i), 4de9fp(c), 4de9sf(c), 2de8sf(i), 2de8sf(id), Pde5     | Primer 4de9sf carregat de la Colla Vella dels Xiquets de Valls. |
| 34 | Castellers de Vilafranca          | 1 de novembre de 2001  | Diada de Tots Sants                            | Plaça de la Vila, Vilafranca del Penedès        | Intent           | Tde9fm, Tde9fm, 4de9sf(i), 3de9f, 4de9f, Pde5                    | |
| 35 | Minyons de Terrassa               | 18 de novembre de 2001 | Diada dels Minyons                             | Terrassa                                        | Carregat         | 5de9f(id), 5de9f, 4de9sf(c), 3de9f, Pde6                         | |
| 36 | Minyons de Terrassa               | 30 de juny de 2002     | Festa Major de Sant Pere                       | Raval de Montserrat, Terrassa                   | Intent desmuntat | 2de9fm, 4de9sf(id), 4de9sf(i), 3de9f, Pde6                       | |
| 37 | Minyons de Terrassa               | 30 de juny de 2002     | Festa Major de Sant Pere                       | Raval de Montserrat, Terrassa                   | Intent           | 2de9fm, 4de9sf(id), 4de9sf(i), 3de9f, Pde6                       | |
| 38 | Castellers de Vilafranca          | 6 d'octubre de 2002    | XIX Concurs de castells de Tarragona           | Plaça de Toros, Tarragona                       | Intent           | 4de9fa, 5de9f, 3de10fm(c), 4de9sf(i), Pde5                       | |
| 39 | Colla Vella dels Xiquets de Valls | 27 d'octubre de 2002   | Diada de Santa Úrsula                          | Plaça del Blat, Valls                           | Carregat         | 4de9fa(i), 4de9fa, 4de9sf(c), 3de9f, Pde8fm                      | |
| 40 | Castellers de Vilafranca          | 1 de novembre de 2002  | Diada de Tots Sants                            | Plaça de la Vila, Vilafranca del Penedès        | Carregat         | 4de9sf(c), 3de10fm(i), Pde9fmp(i), Tde9fm, Pde8fm(i), Pde5       | Primer 4de9sf carregat pels Castellers de Vilafranca. |
| 41 | Castellers de Vilafranca          | 1 de novembre de 2003  | Diada de Tots Sants                            | Plaça de la Vila, Vilafranca del Penedès        | Carregat         | 4de9sf(c), 4de9fa(id), Tde9fm(id), 4de9fa(id), 3de9f(id), Pde8fm | |
| 42 | Colla Vella dels Xiquets de Valls | 2 de novembre de 2003  | Fira de Vila-rodona                            | Plaça dels Arbres, Vila-rodona                  | Intent           | 4de9sf(i), 5de8, 4de8p, 3de8, Pde5                               | |
| 43 | Colla Vella dels Xiquets de Valls | 1 d'octubre de 2006    | XXI Concurs de castells de Tarragona           | Plaça de Toros, Tarragona                       | Intent           | 4de9fa, 5de9f(id), 5de9f(c), 4de9sf(i), 3de9f, Pde5              | |
| 44 | Castellers de Vilafranca          | 5 d'octubre de 2008    | XXII Concurs de castells de Tarragona          | Plaça de Toros, Tarragona                       | Carregat         | 4de9fa, Pde8fm, Tde8sf(c), 4de9sf(c)                             | |
| 45 | Castellers de Vilafranca          | 1 de novembre de 2008  | Diada de Tots Sants                            | Plaça de la Vila, Vilafranca del Penedès        | Carregat         | 4de9sf(c), 3de9f(i), 4de8a, Tde8f(c), Pde5                       | |
| 46 | Castellers de Vilafranca          | 24 d'octubre de 2009   | Diada de la Colla Jove de Castellers de Sitges | Plaça del Cap de la Vila, Sitges                | Intent desmuntat | 3de9f(i), 4de9sf(id), 4de9sf(id), 4de9sf(i), Tde8f, Pde5         | |
| 47 | Castellers de Vilafranca          | 24 d'octubre de 2009   | Diada de la Colla Jove de Castellers de Sitges | Plaça del Cap de la Vila, Sitges                | Intent desmuntat | 3de9f(i), 4de9sf(id), 4de9sf(id), 4de9sf(i), Tde8f, Pde5         | |
| 48 | Castellers de Vilafranca          | 24 d'octubre de 2009   | Diada de la Colla Jove de Castellers de Sitges | Plaça del Cap de la Vila, Sitges                | Intent           | 3de9f(i), 4de9sf(id), 4de9sf(id), 4de9sf(i), Tde8f, Pde5         | |

| Núm. | Colla                             | Data                   | Diada                                          | Plaça                                           | Resultat         | Actuació                                                         | Notes |
| ---- | --------------------------------- | ---------------------- | ---------------------------------------------- | ----------------------------------------------- | ---------------- | ---------------------------------------------------------------- | --- |
| 15   | Colla Joves Xiquets de Valls      | 24 de juny de 2000     | Diada de Sant Joan                             | Plaça del Blat, Valls                           | Carregat         | 4de9sf(c), 3de9f, 5de8, Pde5                                     | |
| 16   | Colla Joves Xiquets de Valls      | 2 d'agost de 2000      | Diada del Firagost                             | Plaça del Blat, Valls                           | Intent desmuntat | 5de8, 4de9sf(id), 2de8f, 3de9f, Pde5                             | |
| 17   | Colla Joves Xiquets de Valls      | 15 d'agost de 2000     | Diada de Festa Major                           | Carrer del Doctor Robert, La Bisbal del Penedès | Carregat         | 4de9sf(c), 3de9f, 5de8, Pde5                                     | |
| 18   | Colla Joves Xiquets de Valls      | 30 d'agost de 2000     | Diada de Sant Fèlix                            | Plaça de la Vila, Vilafranca del Penedès        | Descarregat      | 4de9sf, 5de9f(i), 3de9f(i), 5de8, Pde5                           | Primer 4de9sf descarregat de la Colla Joves Xiquets de Valls. Primer 4de9sf descarregat a Vilafranca del Penedès.                                                     |
| 19   | Colla Joves Xiquets de Valls      | 8 d'octubre de 2000    | XVIII Concurs de castells de Tarragona         | Plaça de Toros, Tarragona                       | Carregat         | 4de9sf(c), 3de9f, 5de9f(i), 5de9f(i), 2de8f, Pde5                | |
| 20   | Castellers de Vilafranca          | 8 d'octubre de 2000    | XVIII Concurs de castells de Tarragona         | Plaça de Toros, Tarragona                       | Intent           | 4de9fa, 3de10fm(i), 3de10fm(i), Tde8sf(c), 4de9sf(i), Pde5       | Primer intent de 4de9sf dels Castellers de Vilafranca. |
| 21   | Colla Joves Xiquets de Valls      | 22 d'octubre de 2000   | Diada de Santa Úrsula                          | Plaça del Blat, Valls                           | Carregat         | 4de9sf(c), 5de9f(c)                                              | |
| 22   | Minyons de Terrassa               | 29 d'octubre de 2000   | Diada de Sant Narcís                           | Plaça del Vi, Girona                            | Carregat         | 4de9sf(c), 2de9fm, 3de9f, Pde7f(i), Pde5                         | |
| 23   | Colla Joves Xiquets de Valls      | 5 de novembre de 2000  | Fira de Vila-rodona                            | Plaça dels Arbres, Vila-rodona                  | Carregat         | 4de9sf(c), 3de9sf(i), 2de8f, 3de9sf(i), 3de8, Pde5               | |
| 24   | Minyons de Terrassa               | 5 de novembre de 2000  | Diada dels Capgrossos                          | Mataró                                          | Intent desmuntat | 4de9sf(id), 3de9f, 4de9sf(c), 2de7, Pde5                         | |
| 25   | Minyons de Terrassa               | 5 de novembre de 2000  | Diada dels Capgrossos                          | Mataró                                          | Carregat         | 4de9sf(i), 3de9f, 4de9sf(c), 2de7, Pde5                          | |
| 26   | Colla Joves Xiquets de Valls      | 2 de febrer de 2001    | Diada de la Candela                            | Plaça del Blat, Valls                           | Intent           | 4de9sf(i), 4de8, 2de8f(id), 2de8f, 3de9f(i), 3de8, Pde5(c)       | |
| 27   | Minyons de Terrassa               | 30 d'agost de 2001     | Diada de Sant Fèlix                            | Plaça de la Vila, Vilafranca del Penedès        | Descarregat      | 2de9fm, 4de9sf, Pde8fm(c), Pde5                                  | Primer cop que es descarreguen dos 4de9sf en una mateixa diada (amb la Colla Joves Xiquets de Valls). Segona colla en descarregar el 4de9sf a Vilafranca del Penedès. |
| 28   | Colla Joves Xiquets de Valls      | 30 d'agost de 2001     | Diada de Sant Fèlix                            | Plaça de la Vila, Vilafranca del Penedès        | Descarregat      | 2de9fm(c), 3de9f, 4de9sf, Pde5                                   | Primer cop que es descarreguen dos 4de9sf en una mateixa diada (amb els Minyons de Terrassa).                                                                         |
| 29   | Colla Vella dels Xiquets de Valls | 30 d'agost de 2001     | Diada de Sant Fèlix                            | Plaça de la Vila, Vilafranca del Penedès        | Intent           | 5de9f(c), 2de9fm(i), 3de8pb(c), 4de9sf(i), 4de8p, Pde5           | |
| 30   | Minyons de Terrassa               | 7 d'octubre de 2001    | Diada del Mercadal                             | Plaça del Mercadal, Reus                        | Descarregat      | 3de9f, 4de9sf, 5de8, Pde7f                                       | |
| 31   | Colla Joves Xiquets de Valls      | 21 d'octubre de 2001   | Diada de Santa Úrsula                          | Plaça del Blat, Valls                           | Carregat         | 4de9sf(c), 2de9fm(i), 2de9fm(c), 2de8sf(i), 3de9f(id), Pde5      | |
| 32   | Colla Vella dels Xiquets de Valls | 21 d'octubre de 2001   | Diada de Santa Úrsula                          | Plaça del Blat, Valls                           | Intent           | 4de9sf(i), 4de9fp(c), 4de9sf(c), 2de8sf(i), 2de8sf(id), Pde5     | |
| 33   | Colla Vella dels Xiquets de Valls | 21 d'octubre de 2001   | Diada de Santa Úrsula                          | Plaça del Blat, Valls                           | Carregat         | 4de9sf(i), 4de9fp(c), 4de9sf(c), 2de8sf(i), 2de8sf(id), Pde5     | Primer 4de9sf carregat de la Colla Vella dels Xiquets de Valls. |
| 34   | Castellers de Vilafranca          | 1 de novembre de 2001  | Diada de Tots Sants                            | Plaça de la Vila, Vilafranca del Penedès        | Intent           | Tde9fm, Tde9fm, 4de9sf(i), 3de9f, 4de9f, Pde5                    | |
| 35   | Minyons de Terrassa               | 18 de novembre de 2001 | Diada dels Minyons                             | Terrassa                                        | Carregat         | 5de9f(id), 5de9f, 4de9sf(c), 3de9f, Pde6                         | |
| 36   | Minyons de Terrassa               | 30 de juny de 2002     | Festa Major de Sant Pere                       | Raval de Montserrat, Terrassa                   | Intent desmuntat | 2de9fm, 4de9sf(id), 4de9sf(i), 3de9f, Pde6                       | |
| 37   | Minyons de Terrassa               | 30 de juny de 2002     | Festa Major de Sant Pere                       | Raval de Montserrat, Terrassa                   | Intent           | 2de9fm, 4de9sf(id), 4de9sf(i), 3de9f, Pde6                       | |
| 38   | Castellers de Vilafranca          | 6 d'octubre de 2002    | XIX Concurs de castells de Tarragona           | Plaça de Toros, Tarragona                       | Intent           | 4de9fa, 5de9f, 3de10fm(c), 4de9sf(i), Pde5                       | |
| 39   | Colla Vella dels Xiquets de Valls | 27 d'octubre de 2002   | Diada de Santa Úrsula                          | Plaça del Blat, Valls                           | Carregat         | 4de9fa(i), 4de9fa, 4de9sf(c), 3de9f, Pde8fm                      | |
| 40   | Castellers de Vilafranca          | 1 de novembre de 2002  | Diada de Tots Sants                            | Plaça de la Vila, Vilafranca del Penedès        | Carregat         | 4de9sf(c), 3de10fm(i), Pde9fmp(i), Tde9fm, Pde8fm(i), Pde5       | Primer 4de9sf carregat pels Castellers de Vilafranca. |
| 41   | Castellers de Vilafranca          | 1 de novembre de 2003  | Diada de Tots Sants                            | Plaça de la Vila, Vilafranca del Penedès        | Carregat         | 4de9sf(c), 4de9fa(id), Tde9fm(id), 4de9fa(id), 3de9f(id), Pde8fm | |
| 42   | Colla Vella dels Xiquets de Valls | 2 de novembre de 2003  | Fira de Vila-rodona                            | Plaça dels Arbres, Vila-rodona                  | Intent           | 4de9sf(i), 5de8, 4de8p, 3de8, Pde5                               | |
| 43   | Colla Vella dels Xiquets de Valls | 1 d'octubre de 2006    | XXI Concurs de castells de Tarragona           | Plaça de Toros, Tarragona                       | Intent           | 4de9fa, 5de9f(id), 5de9f(c), 4de9sf(i), 3de9f, Pde5              | |
| 44   | Castellers de Vilafranca          | 5 d'octubre de 2008    | XXII Concurs de castells de Tarragona          | Plaça de Toros, Tarragona                       | Carregat         | 4de9fa, Pde8fm, Tde8sf(c), 4de9sf(c)                             | |
| 45   | Castellers de Vilafranca          | 1 de novembre de 2008  | Diada de Tots Sants                            | Plaça de la Vila, Vilafranca del Penedès        | Carregat         | 4de9sf(c), 3de9f(i), 4de8a, Tde8f(c), Pde5                       | |
| 46   | Castellers de Vilafranca          | 24 d'octubre de 2009   | Diada de la Colla Jove de Castellers de Sitges | Plaça del Cap de la Vila, Sitges                | Intent desmuntat | 3de9f(i), 4de9sf(id), 4de9sf(id), 4de9sf(i), Tde8f, Pde5         | |
| 47   | Castellers de Vilafranca          | 24 d'octubre de 2009   | Diada de la Colla Jove de Castellers de Sitges | Plaça del Cap de la Vila, Sitges                | Intent desmuntat | 3de9f(i), 4de9sf(id), 4de9sf(id), 4de9sf(i), Tde8f, Pde5         | |
| 48   | Castellers de Vilafranca          | 24 d'octubre de 2009   | Diada de la Colla Jove de Castellers de Sitges | Plaça del Cap de la Vila, Sitges                | Intent           | 3de9f(i), 4de9sf(id), 4de9sf(id), 4de9sf(i), Tde8f, Pde5         | |

| \| Núm. \| Colla \| Data \| Diada \| Plaça \| Resultat \| Actuació \| Notes \| \| ---- \| --------------------------------- \| ---------------------- \| -------------------------------------- \| ---------------------------------------- \| ---------------- \| ---------------------------------------------------------- \| ----------------------------------------------------------------------------------------------------------------------------------------- \| \| 49 \| Castellers de Vilafranca \| 1 d'octubre de 2011 \| Diada del Mercadal \| Plaça del Mercadal, Reus \| Carregat \| 3de9f, 4de9sf(c), Tde8f, Pde5 \| \| \| 50 \| Colla Vella dels Xiquets de Valls \| 23 d'octubre de 2011 \| Diada de Santa Úrsula \| Plaça del Blat, Valls \| Intent \| 3de9f, 5de9f, 4de9sf(i), 4de9f, Pde6 \| \| \| 51 \| Colla Vella dels Xiquets de Valls \| 16 de setembre de 2012 \| Diada del primer diumenge de festes \| Plaça de la Font, Tarragona \| Intent \| 4de9sf(i), 4de9f, 3de9f, 5de8, Pde5 \| \| \| 52 \| Castellers de Vilafranca \| 7 d'octubre de 2012 \| XIV Concurs de castells de Tarragona \| Plaça de Toros, Tarragona \| Descarregat \| 4de9fa(c), 3de9fa(c), Tde8sf, 4de9sf, Pde5 \| Primer 4de9sf descarregat dels Castellers de Vilafranca. \| \| 53 \| Colla Joves Xiquets de Valls \| 21 d'octubre de 2012 \| Diada de Santa Úrsula \| Plaça del Blat, Valls \| Carregat \| 5de9f, 9de8, 4de9sf(c), Pde5 \| \| \| 54 \| Castellers de Vilafranca \| 1 de novembre de 2012 \| Diada de Tots Sants \| Plaça de la Vila, Vilafranca del Penedès \| Descarregat \| Tde9sm, 4de9sf, 7de9f, Pde8fm \| Tercera colla en descarregar el 4de9sf a Vilafranca del Penedès. Millor actuació de la història dels castells fins al 30 d'agost de 2013. \| \| 55 \| Colla Vella dels Xiquets de Valls \| 21 d'octubre de 2012 \| Fira de Vila-rodona \| Plaça dels Arbres, Vila-rodona \| Intent \| 5de8, 4de9sf(i), 3de8, Pde5 \| \| \| 56 \| Castellers de Vilafranca \| 30 d'agost de 2013 \| Diada de Sant Fèlix \| Plaça de la Vila, Vilafranca del Penedès \| Descarregat \| 4de9fa, 3de10fm, 4de9sf, Pde8fm \| Millor actuació de la història dels castells fins a l'1 de novembre de 2015. \| \| 57 \| Castellers de Vilafranca \| 15 de setembre de 2013 \| Diada del primer diumenge de festes \| Plaça de la Font, Tarragona \| Intent desmuntat \| 3de9f, 9de8, 4de9sf(id), 4de9sf, Pde8fm \| \| \| 58 \| Castellers de Vilafranca \| 15 de setembre de 2013 \| Diada del primer diumenge de festes \| Plaça de la Font, Tarragona \| Descarregat \| 3de9f, 9de8, 4de9sf(id), 4de9sf, Pde8fm \| \| \| 59 \| Colla Joves Xiquets de Valls \| 27 d'octubre de 2013 \| Diada de Santa Úrsula \| Plaça del Blat, Valls \| Descarregat \| 5de9f, 4de9sf, 9de8(i), Pde8fm(i), Pde8fm(c) \| Primer 4de9sf descarregat a Valls. \| \| 60 \| Colla Joves Xiquets de Valls \| 30 d'agost de 2014 \| Diada de Sant Fèlix \| Plaça de la Vila, Vilafranca del Penedès \| Carregat \| 3de9f, 5de9f, 4de9sf(c), Pde8fm(c) \| \| \| 61 \| Colla Joves Xiquets de Valls \| 5 d'octubre de 2014 \| XXV Concurs de castells de Tarragona \| Plaça de Toros, Tarragona \| Intent desmuntat \| 5de9f, 4de9sf(id), 4de9sf(id), 3de9f, Pde8fm(i), Pde5 \| \| \| 62 \| Colla Joves Xiquets de Valls \| 5 d'octubre de 2014 \| XXV Concurs de castells de Tarragona \| Plaça de Toros, Tarragona \| Intent desmuntat \| 5de9f, 4de9sf(id), 4de9sf(id), 3de9f, Pde8fm(i), Pde5 \| \| \| 63 \| Colla Vella dels Xiquets de Valls \| 5 d'octubre de 2014 \| XXV Concurs de castells de Tarragona \| Plaça de Toros, Tarragona \| Intent desmuntat \| 4de9fa, 3de10fm(c), 2de8sf(c), 4de9sf(id), Pde5 \| \| \| 64 \| Colla Joves Xiquets de Valls \| 26 d'octubre de 2014 \| Diada de Santa Úrsula \| Plaça del Blat, Valls \| Carregat \| 5de9f, 4de9sf(c), 2de8sf(i), 3de9f, Pde5 \| \| \| 65 \| Colla Vella dels Xiquets de Valls \| 26 d'octubre de 2014 \| Diada de Santa Úrsula \| Plaça del Blat, Valls \| Carregat \| 4de9fa, 3de10fm(i), 3de10fm(i), 4de9sf(c), Pde8fm \| \| \| 66 \| Castellers de Vilafranca \| 1 de novembre de 2014 \| Diada de Tots Sants \| Plaça de la Vila, Vilafranca del Penedès \| Carregat \| 5de9f, 3de10fm(id), 3de10fm(c), 4de9sf(c), Pde6 \| \| \| 67 \| Castellers de Barcelona \| 16 de novembre de 2014 \| Festa Major del Clot \| Plaça de Valentí Almirall, Barcelona \| Intent \| 9de8, 4de9sf(i), 4de9f, 3de9f, Pde5 \| Primer intent de 4de9sf dels Castellers de Barcelona \| \| 68 \| Colla Vella dels Xiquets de Valls \| 30 d'agost de 2015 \| Diada de Sant Fèlix \| Plaça de la Vila, Vilafranca del Penedès \| Descarregat \| 4de9fp, 3de10fm(i), 4de9sf, 2de8sf(c), Pde8fm \| Primer 4de9sf descarregat de la Colla Vella dels Xiquets de Valls. Quarta colla en descarregar el 4de9sf a Vilafranca del Penedès. \| \| 69 \| Colla Vella dels Xiquets de Valls \| 20 de setembre de 2015 \| Diada del primer diumenge de festes \| Plaça de la Font, Tarragona \| Intent desmuntat \| 4de9fp(c), 4de9sf(id), 4de9sf, 3de10fm(c), Pde8fm(c) \| \| \| 70 \| Colla Vella dels Xiquets de Valls \| 20 de setembre de 2015 \| Diada del primer diumenge de festes \| Plaça de la Font, Tarragona \| Descarregat \| 4de9fp(c), 4de9sf(id), 4de9sf, 3de10fm(c), Pde8fm(c) \| \| \| 71 \| Colla Vella dels Xiquets de Valls \| 25 d'octubre de 2015 \| Diada de Santa Úrsula \| Plaça del Blat, Valls \| Descarregat \| 3de10fm(c), 4de9sf, 2de8sf(i), 2de8sf(c), Pde7f \| \| \| 72 \| Colla Vella dels Xiquets de Valls \| 30 d'agost de 2016 \| Diada de Sant Fèlix \| Plaça de la Vila, Vilafranca del Penedès \| Descarregat \| 3de10fm, 4de9sf, 4de9fp, Pde8fm(c) \| \| \| 73 \| Colla Joves Xiquets de Valls \| 30 d'agost de 2016 \| Diada de Sant Fèlix \| Plaça de la Vila, Vilafranca del Penedès \| Carregat \| 2de9fm, 4de9sf(c), 5de9f, Pde5 \| \| \| 74 \| Colla Vella dels Xiquets de Valls \| 2 d'octubre de 2016 \| XXVI Concurs de castells de Tarragona \| Tarraco Arena Plaça, Tarragona \| Descarregat \| 4de10fm(c), 3de10fm(i), 4de9sf, 3de9sf(id), 3de9sf(i) \| \| \| 75 \| Colla Vella dels Xiquets de Valls \| 23 d'octubre de 2016 \| Diada de Santa Úrsula \| Plaça del Blat, Valls \| Descarregat \| 4de10fm, 3de10fm, 4de9sf, Pde5 \| \| \| 76 \| Castellers de Vilafranca \| 1 de novembre de 2016 \| Diada de Tots Sants \| Plaça de la Vila, Vilafranca del Penedès \| Descarregat \| 3de10fm, 3de9fa, 4de9sf, Pde8fm \| \| \| 77 \| Castellers de Vilafranca \| 8 de juliol de 2017 \| Diada del Pla de la Seu \| Pla de la Seu, Tarragona \| Intent \| 3de9fa, 4de9sf(i), 4de9f, 3de9f, Pde5, Pde5 \| \| \| 78 \| Colla Vella dels Xiquets de Valls \| 2 d'agost de 2017 \| Diada castellera de Firagost \| Plaça del Blat, Valls \| Intent desmuntat \| 5de9f, 4de9sf(id), 4de9sf(id), 3de9f, Pde7f \| \| \| 79 \| Colla Vella dels Xiquets de Valls \| 2 d'agost de 2017 \| Diada castellera de Firagost \| Plaça del Blat, Valls \| Intent desmuntat \| 5de9f, 4de9sf(id), 4de9sf(id), 3de9f, Pde7f \| \| \| 80 \| Colla Vella dels Xiquets de Valls \| 30 d'agost de 2017 \| Diada de Sant Fèlix \| Plaça de la Vila, Vilafranca del Penedès \| Descarregat \| 4de9fp, 4de9sf, 3de10fm(id), 5de9f, Pde8fm \| \| \| 81 \| Colla Vella dels Xiquets de Valls \| 17 de setembre de 2017 \| Diada del primer diumenge de festes \| Plaça de la Font, Tarragona \| Carregat \| 4de9fp, 4de9sf, 5de9f, Pde7f \| \| \| 82 \| Castellers de Vilafranca \| 17 de setembre de 2017 \| Diada del primer diumenge de festes \| Plaça de la Font, Tarragona \| Intent desmuntat \| 3de10fm(c), Tde8sf(c), 4de9sf(id), 4de9sf(c), Pde6 \| \| \| 83 \| Castellers de Vilafranca \| 17 de setembre de 2017 \| Diada del primer diumenge de festes \| Plaça de la Font, Tarragona \| Carregat \| 3de10fm(c), Tde8sf(c), 4de9sf(id), 4de9sf(c), Pde6 \| \| \| 84 \| Castellers de Vilafranca \| 25 de setembre de 2017 \| Diada de la Mercè \| Plaça de Sant Jaume, Barcelona \| Intent desmuntat \| 2de9fm, 4de9sf(id), 3de9f, 4de9f, Pde7f \| Primer intentat a la Plaça Sant Jaume, segon a Barcelona. \| \| 85 \| Colla Jove Xiquets de Tarragona \| 15 d'octubre de 2017 \| Diada de Santa Teresa \| Plaça Vella, El Vendrell \| Carregat \| 5de9f, 4de9sf(c), 4de9f, Pde8fm \| Primer 4de9sf carregat de la Colla Jove Xiquets de Tarragona. Primer 4de9sf carregat al Vendrell. \| \| 86 \| Colla Vella dels Xiquets de Valls \| 22 d'octubre de 2017 \| Diada de Santa Úrsula \| Plaça del Blat, Valls \| Descarregat \| 2de8sf(c), 4de10fm(c), 4de9sf, Pde8fm \| \| \| 87 \| Colla Vella dels Xiquets de Valls \| 25 d'agost de 2018 \| Festa Major del Catllar \| Plaça de la Vila, El Catllar \| Descarregat \| 4de9fp, 4de9sf, 5de9f(c), Pde5, Pde5 \| Primer 4de9sf descarregat al Catllar. \| \| 88 \| Colla Vella dels Xiquets de Valls \| 30 d'agost de 2018 \| Diada de Sant Fèlix \| Plaça de la Vila, Vilafranca del Penedès \| Descarregat \| 4de9sf, 2de8sf(c), 4de10fm(id), 4de9fp, Pde8fm \| \| \| 89 \| Colla Vella dels Xiquets de Valls \| 16 de setembre de 2018 \| Diada del primer diumenge de festes \| Plaça de la Font, Tarragona \| Descarregat \| 4de9sf, 4de10fm(id), 4de10fm(i), 3de9f, 4de9f, Pde7f \| \| \| 90 \| Colla Vella dels Xiquets de Valls \| 7 d'octubre de 2018 \| XXVII Concurs de castells de Tarragona \| Tarraco Arena Plaça, Tarragona \| Descarregat \| 4de9sf, 2de8sf, 3de10fm(c), Pde5 \| \| \| 91 \| Colla Joves Xiquets de Valls \| 7 d'octubre de 2018 \| XXVII Concurs de castells de Tarragona \| Tarraco Arena Plaça, Tarragona \| Intent desmuntat \| 2de8sf(c), 4de9sf(id), 4de9sf(id), 3de9f, 4de9f, Pde5 \| \| \| 92 \| Colla Joves Xiquets de Valls \| 7 d'octubre de 2018 \| XXVII Concurs de castells de Tarragona \| Tarraco Arena Plaça, Tarragona \| Intent desmuntat \| 2de8sf(c), 4de9sf(id), 4de9sf(id), 3de9f, 4de9f, Pde5 \| \| \| 93 \| Colla Joves Xiquets de Valls \| 14 d'octubre de 2018 \| Diada de Santa Teresa \| Plaça Vella, El Vendrell \| Descarregat \| 3de9f, 4de9sf, 2de8sf(c), Pde6 \| Primer 4de9sf descarregat al Vendrell. \| \| 94 \| Colla Joves Xiquets de Valls \| 21 d'octubre de 2018 \| Diada de Santa Úrsula \| Plaça del Blat, Valls \| Descarregat \| 4de9sf, 2de8sf(c), 3de9sf(id), 3de9sf(i), Pde6 \| \| \| 95 \| Colla Vella dels Xiquets de Valls \| 21 d'octubre de 2018 \| Diada de Santa Úrsula \| Plaça del Blat, Valls \| Descarregat \| 4de9sf, 2de9sm(i), 3de10fm(id), 3de9sf(i), 3de9f, Pde6 \| \| \| 96 \| Colla Vella dels Xiquets de Valls \| 30 d'agost de 2019 \| Diada de Sant Fèlix \| Plaça de la Vila, Vilafranca del Penedès \| Carregat \| 4de9sf(c), 2de8sf, 5de9f(id), 5de9f, Pde6 \| \| \| 97 \| Castellers de Vilafranca \| 30 d'agost de 2019 \| Diada de Sant Fèlix \| Plaça de la Vila, Vilafranca del Penedès \| Intent desmuntat \| 3de10fm(c), 3de9fa(id), 3de9fa, 4de9sf(id), Tde9fm, Pde8fm \| \| \| 98 \| Colla Vella dels Xiquets de Valls \| 15 de setembre de 2019 \| Diada del primer diumenge de festes \| Plaça de la Font, Tarragona \| Descarregat \| 2de8sf, 4de9sf, 5de9f, Pde6 \| \| \| 99 \| Colla Vella dels Xiquets de Valls \| 27 d'octubre de 2019 \| Diada de Santa Úrsula \| Plaça del Blat, Valls \| Descarregat \| 4de9sf, 3de9sf(c), 2de8sf, Pde8fm \| \| \| 100 \| Castellers de Vilafranca \| 1 de novembre de 2019 \| Diada de Tots Sants \| Plaça de la Vila, Vilafranca del Penedès \| Descarregat \| 3de10fm(id), Tde9fm, 4de9sf, 3de10fm, Pde8fm \| \| |                                   |                        |                                        |                                          |                  |                                                            | |
| Núm. | Colla                             | Data                   | Diada                                  | Plaça                                    | Resultat         | Actuació                                                   | Notes |
| 49 | Castellers de Vilafranca          | 1 d'octubre de 2011    | Diada del Mercadal                     | Plaça del Mercadal, Reus                 | Carregat         | 3de9f, 4de9sf(c), Tde8f, Pde5                              | |
| 50 | Colla Vella dels Xiquets de Valls | 23 d'octubre de 2011   | Diada de Santa Úrsula                  | Plaça del Blat, Valls                    | Intent           | 3de9f, 5de9f, 4de9sf(i), 4de9f, Pde6                       | |
| 51 | Colla Vella dels Xiquets de Valls | 16 de setembre de 2012 | Diada del primer diumenge de festes    | Plaça de la Font, Tarragona              | Intent           | 4de9sf(i), 4de9f, 3de9f, 5de8, Pde5                        | |
| 52 | Castellers de Vilafranca          | 7 d'octubre de 2012    | XIV Concurs de castells de Tarragona   | Plaça de Toros, Tarragona                | Descarregat      | 4de9fa(c), 3de9fa(c), Tde8sf, 4de9sf, Pde5                 | Primer 4de9sf descarregat dels Castellers de Vilafranca.                                                                                  |
| 53 | Colla Joves Xiquets de Valls      | 21 d'octubre de 2012   | Diada de Santa Úrsula                  | Plaça del Blat, Valls                    | Carregat         | 5de9f, 9de8, 4de9sf(c), Pde5                               | |
| 54 | Castellers de Vilafranca          | 1 de novembre de 2012  | Diada de Tots Sants                    | Plaça de la Vila, Vilafranca del Penedès | Descarregat      | Tde9sm, 4de9sf, 7de9f, Pde8fm                              | Tercera colla en descarregar el 4de9sf a Vilafranca del Penedès. Millor actuació de la història dels castells fins al 30 d'agost de 2013. |
| 55 | Colla Vella dels Xiquets de Valls | 21 d'octubre de 2012   | Fira de Vila-rodona                    | Plaça dels Arbres, Vila-rodona           | Intent           | 5de8, 4de9sf(i), 3de8, Pde5                                | |
| 56 | Castellers de Vilafranca          | 30 d'agost de 2013     | Diada de Sant Fèlix                    | Plaça de la Vila, Vilafranca del Penedès | Descarregat      | 4de9fa, 3de10fm, 4de9sf, Pde8fm                            | Millor actuació de la història dels castells fins a l'1 de novembre de 2015.                                                              |
| 57 | Castellers de Vilafranca          | 15 de setembre de 2013 | Diada del primer diumenge de festes    | Plaça de la Font, Tarragona              | Intent desmuntat | 3de9f, 9de8, 4de9sf(id), 4de9sf, Pde8fm                    | |
| 58 | Castellers de Vilafranca          | 15 de setembre de 2013 | Diada del primer diumenge de festes    | Plaça de la Font, Tarragona              | Descarregat      | 3de9f, 9de8, 4de9sf(id), 4de9sf, Pde8fm                    | |
| 59 | Colla Joves Xiquets de Valls      | 27 d'octubre de 2013   | Diada de Santa Úrsula                  | Plaça del Blat, Valls                    | Descarregat      | 5de9f, 4de9sf, 9de8(i), Pde8fm(i), Pde8fm(c)               | Primer 4de9sf descarregat a Valls. |
| 60 | Colla Joves Xiquets de Valls      | 30 d'agost de 2014     | Diada de Sant Fèlix                    | Plaça de la Vila, Vilafranca del Penedès | Carregat         | 3de9f, 5de9f, 4de9sf(c), Pde8fm(c)                         | |
| 61 | Colla Joves Xiquets de Valls      | 5 d'octubre de 2014    | XXV Concurs de castells de Tarragona   | Plaça de Toros, Tarragona                | Intent desmuntat | 5de9f, 4de9sf(id), 4de9sf(id), 3de9f, Pde8fm(i), Pde5      | |
| 62 | Colla Joves Xiquets de Valls      | 5 d'octubre de 2014    | XXV Concurs de castells de Tarragona   | Plaça de Toros, Tarragona                | Intent desmuntat | 5de9f, 4de9sf(id), 4de9sf(id), 3de9f, Pde8fm(i), Pde5      | |
| 63 | Colla Vella dels Xiquets de Valls | 5 d'octubre de 2014    | XXV Concurs de castells de Tarragona   | Plaça de Toros, Tarragona                | Intent desmuntat | 4de9fa, 3de10fm(c), 2de8sf(c), 4de9sf(id), Pde5            | |
| 64 | Colla Joves Xiquets de Valls      | 26 d'octubre de 2014   | Diada de Santa Úrsula                  | Plaça del Blat, Valls                    | Carregat         | 5de9f, 4de9sf(c), 2de8sf(i), 3de9f, Pde5                   | |
| 65 | Colla Vella dels Xiquets de Valls | 26 d'octubre de 2014   | Diada de Santa Úrsula                  | Plaça del Blat, Valls                    | Carregat         | 4de9fa, 3de10fm(i), 3de10fm(i), 4de9sf(c), Pde8fm          | |
| 66 | Castellers de Vilafranca          | 1 de novembre de 2014  | Diada de Tots Sants                    | Plaça de la Vila, Vilafranca del Penedès | Carregat         | 5de9f, 3de10fm(id), 3de10fm(c), 4de9sf(c), Pde6            | |
| 67 | Castellers de Barcelona           | 16 de novembre de 2014 | Festa Major del Clot                   | Plaça de Valentí Almirall, Barcelona     | Intent           | 9de8, 4de9sf(i), 4de9f, 3de9f, Pde5                        | Primer intent de 4de9sf dels Castellers de Barcelona                                                                                      |
| 68 | Colla Vella dels Xiquets de Valls | 30 d'agost de 2015     | Diada de Sant Fèlix                    | Plaça de la Vila, Vilafranca del Penedès | Descarregat      | 4de9fp, 3de10fm(i), 4de9sf, 2de8sf(c), Pde8fm              | Primer 4de9sf descarregat de la Colla Vella dels Xiquets de Valls. Quarta colla en descarregar el 4de9sf a Vilafranca del Penedès.        |
| 69 | Colla Vella dels Xiquets de Valls | 20 de setembre de 2015 | Diada del primer diumenge de festes    | Plaça de la Font, Tarragona              | Intent desmuntat | 4de9fp(c), 4de9sf(id), 4de9sf, 3de10fm(c), Pde8fm(c)       | |
| 70 | Colla Vella dels Xiquets de Valls | 20 de setembre de 2015 | Diada del primer diumenge de festes    | Plaça de la Font, Tarragona              | Descarregat      | 4de9fp(c), 4de9sf(id), 4de9sf, 3de10fm(c), Pde8fm(c)       | |
| 71 | Colla Vella dels Xiquets de Valls | 25 d'octubre de 2015   | Diada de Santa Úrsula                  | Plaça del Blat, Valls                    | Descarregat      | 3de10fm(c), 4de9sf, 2de8sf(i), 2de8sf(c), Pde7f            | |
| 72 | Colla Vella dels Xiquets de Valls | 30 d'agost de 2016     | Diada de Sant Fèlix                    | Plaça de la Vila, Vilafranca del Penedès | Descarregat      | 3de10fm, 4de9sf, 4de9fp, Pde8fm(c)                         | |
| 73 | Colla Joves Xiquets de Valls      | 30 d'agost de 2016     | Diada de Sant Fèlix                    | Plaça de la Vila, Vilafranca del Penedès | Carregat         | 2de9fm, 4de9sf(c), 5de9f, Pde5                             | |
| 74 | Colla Vella dels Xiquets de Valls | 2 d'octubre de 2016    | XXVI Concurs de castells de Tarragona  | Tarraco Arena Plaça, Tarragona           | Descarregat      | 4de10fm(c), 3de10fm(i), 4de9sf, 3de9sf(id), 3de9sf(i)      | |
| 75 | Colla Vella dels Xiquets de Valls | 23 d'octubre de 2016   | Diada de Santa Úrsula                  | Plaça del Blat, Valls                    | Descarregat      | 4de10fm, 3de10fm, 4de9sf, Pde5                             | |
| 76 | Castellers de Vilafranca          | 1 de novembre de 2016  | Diada de Tots Sants                    | Plaça de la Vila, Vilafranca del Penedès | Descarregat      | 3de10fm, 3de9fa, 4de9sf, Pde8fm                            | |
| 77 | Castellers de Vilafranca          | 8 de juliol de 2017    | Diada del Pla de la Seu                | Pla de la Seu, Tarragona                 | Intent           | 3de9fa, 4de9sf(i), 4de9f, 3de9f, Pde5, Pde5                | |
| 78 | Colla Vella dels Xiquets de Valls | 2 d'agost de 2017      | Diada castellera de Firagost           | Plaça del Blat, Valls                    | Intent desmuntat | 5de9f, 4de9sf(id), 4de9sf(id), 3de9f, Pde7f                | |
| 79 | Colla Vella dels Xiquets de Valls | 2 d'agost de 2017      | Diada castellera de Firagost           | Plaça del Blat, Valls                    | Intent desmuntat | 5de9f, 4de9sf(id), 4de9sf(id), 3de9f, Pde7f                | |
| 80 | Colla Vella dels Xiquets de Valls | 30 d'agost de 2017     | Diada de Sant Fèlix                    | Plaça de la Vila, Vilafranca del Penedès | Descarregat      | 4de9fp, 4de9sf, 3de10fm(id), 5de9f, Pde8fm                 | |
| 81 | Colla Vella dels Xiquets de Valls | 17 de setembre de 2017 | Diada del primer diumenge de festes    | Plaça de la Font, Tarragona              | Carregat         | 4de9fp, 4de9sf, 5de9f, Pde7f                               | |
| 82 | Castellers de Vilafranca          | 17 de setembre de 2017 | Diada del primer diumenge de festes    | Plaça de la Font, Tarragona              | Intent desmuntat | 3de10fm(c), Tde8sf(c), 4de9sf(id), 4de9sf(c), Pde6         | |
| 83 | Castellers de Vilafranca          | 17 de setembre de 2017 | Diada del primer diumenge de festes    | Plaça de la Font, Tarragona              | Carregat         | 3de10fm(c), Tde8sf(c), 4de9sf(id), 4de9sf(c), Pde6         | |
| 84 | Castellers de Vilafranca          | 25 de setembre de 2017 | Diada de la Mercè                      | Plaça de Sant Jaume, Barcelona           | Intent desmuntat | 2de9fm, 4de9sf(id), 3de9f, 4de9f, Pde7f                    | Primer intentat a la Plaça Sant Jaume, segon a Barcelona.                                                                                 |
| 85 | Colla Jove Xiquets de Tarragona   | 15 d'octubre de 2017   | Diada de Santa Teresa                  | Plaça Vella, El Vendrell                 | Carregat         | 5de9f, 4de9sf(c), 4de9f, Pde8fm                            | Primer 4de9sf carregat de la Colla Jove Xiquets de Tarragona. Primer 4de9sf carregat al Vendrell.                                         |
| 86 | Colla Vella dels Xiquets de Valls | 22 d'octubre de 2017   | Diada de Santa Úrsula                  | Plaça del Blat, Valls                    | Descarregat      | 2de8sf(c), 4de10fm(c), 4de9sf, Pde8fm                      | |
| 87 | Colla Vella dels Xiquets de Valls | 25 d'agost de 2018     | Festa Major del Catllar                | Plaça de la Vila, El Catllar             | Descarregat      | 4de9fp, 4de9sf, 5de9f(c), Pde5, Pde5                       | Primer 4de9sf descarregat al Catllar. |
| 88 | Colla Vella dels Xiquets de Valls | 30 d'agost de 2018     | Diada de Sant Fèlix                    | Plaça de la Vila, Vilafranca del Penedès | Descarregat      | 4de9sf, 2de8sf(c), 4de10fm(id), 4de9fp, Pde8fm             | |
| 89 | Colla Vella dels Xiquets de Valls | 16 de setembre de 2018 | Diada del primer diumenge de festes    | Plaça de la Font, Tarragona              | Descarregat      | 4de9sf, 4de10fm(id), 4de10fm(i), 3de9f, 4de9f, Pde7f       | |
| 90 | Colla Vella dels Xiquets de Valls | 7 d'octubre de 2018    | XXVII Concurs de castells de Tarragona | Tarraco Arena Plaça, Tarragona           | Descarregat      | 4de9sf, 2de8sf, 3de10fm(c), Pde5                           | |
| 91 | Colla Joves Xiquets de Valls      | 7 d'octubre de 2018    | XXVII Concurs de castells de Tarragona | Tarraco Arena Plaça, Tarragona           | Intent desmuntat | 2de8sf(c), 4de9sf(id), 4de9sf(id), 3de9f, 4de9f, Pde5      | |
| 92 | Colla Joves Xiquets de Valls      | 7 d'octubre de 2018    | XXVII Concurs de castells de Tarragona | Tarraco Arena Plaça, Tarragona           | Intent desmuntat | 2de8sf(c), 4de9sf(id), 4de9sf(id), 3de9f, 4de9f, Pde5      | |
| 93 | Colla Joves Xiquets de Valls      | 14 d'octubre de 2018   | Diada de Santa Teresa                  | Plaça Vella, El Vendrell                 | Descarregat      | 3de9f, 4de9sf, 2de8sf(c), Pde6                             | Primer 4de9sf descarregat al Vendrell. |
| 94 | Colla Joves Xiquets de Valls      | 21 d'octubre de 2018   | Diada de Santa Úrsula                  | Plaça del Blat, Valls                    | Descarregat      | 4de9sf, 2de8sf(c), 3de9sf(id), 3de9sf(i), Pde6             | |
| 95 | Colla Vella dels Xiquets de Valls | 21 d'octubre de 2018   | Diada de Santa Úrsula                  | Plaça del Blat, Valls                    | Descarregat      | 4de9sf, 2de9sm(i), 3de10fm(id), 3de9sf(i), 3de9f, Pde6     | |
| 96 | Colla Vella dels Xiquets de Valls | 30 d'agost de 2019     | Diada de Sant Fèlix                    | Plaça de la Vila, Vilafranca del Penedès | Carregat         | 4de9sf(c), 2de8sf, 5de9f(id), 5de9f, Pde6                  | |
| 97 | Castellers de Vilafranca          | 30 d'agost de 2019     | Diada de Sant Fèlix                    | Plaça de la Vila, Vilafranca del Penedès | Intent desmuntat | 3de10fm(c), 3de9fa(id), 3de9fa, 4de9sf(id), Tde9fm, Pde8fm | |
| 98 | Colla Vella dels Xiquets de Valls | 15 de setembre de 2019 | Diada del primer diumenge de festes    | Plaça de la Font, Tarragona              | Descarregat      | 2de8sf, 4de9sf, 5de9f, Pde6                                | |
| 99 | Colla Vella dels Xiquets de Valls | 27 d'octubre de 2019   | Diada de Santa Úrsula                  | Plaça del Blat, Valls                    | Descarregat      | 4de9sf, 3de9sf(c), 2de8sf, Pde8fm                          | |
| 100 | Castellers de Vilafranca          | 1 de novembre de 2019  | Diada de Tots Sants                    | Plaça de la Vila, Vilafranca del Penedès | Descarregat      | 3de10fm(id), Tde9fm, 4de9sf, 3de10fm, Pde8fm               | |

| Núm. | Colla                             | Data                   | Diada                                  | Plaça                                    | Resultat         | Actuació                                                   | Notes |
| ---- | --------------------------------- | ---------------------- | -------------------------------------- | ---------------------------------------- | ---------------- | ---------------------------------------------------------- | --- |
| 49   | Castellers de Vilafranca          | 1 d'octubre de 2011    | Diada del Mercadal                     | Plaça del Mercadal, Reus                 | Carregat         | 3de9f, 4de9sf(c), Tde8f, Pde5                              | |
| 50   | Colla Vella dels Xiquets de Valls | 23 d'octubre de 2011   | Diada de Santa Úrsula                  | Plaça del Blat, Valls                    | Intent           | 3de9f, 5de9f, 4de9sf(i), 4de9f, Pde6                       | |
| 51   | Colla Vella dels Xiquets de Valls | 16 de setembre de 2012 | Diada del primer diumenge de festes    | Plaça de la Font, Tarragona              | Intent           | 4de9sf(i), 4de9f, 3de9f, 5de8, Pde5                        | |
| 52   | Castellers de Vilafranca          | 7 d'octubre de 2012    | XIV Concurs de castells de Tarragona   | Plaça de Toros, Tarragona                | Descarregat      | 4de9fa(c), 3de9fa(c), Tde8sf, 4de9sf, Pde5                 | Primer 4de9sf descarregat dels Castellers de Vilafranca.                                                                                  |
| 53   | Colla Joves Xiquets de Valls      | 21 d'octubre de 2012   | Diada de Santa Úrsula                  | Plaça del Blat, Valls                    | Carregat         | 5de9f, 9de8, 4de9sf(c), Pde5                               | |
| 54   | Castellers de Vilafranca          | 1 de novembre de 2012  | Diada de Tots Sants                    | Plaça de la Vila, Vilafranca del Penedès | Descarregat      | Tde9sm, 4de9sf, 7de9f, Pde8fm                              | Tercera colla en descarregar el 4de9sf a Vilafranca del Penedès. Millor actuació de la història dels castells fins al 30 d'agost de 2013. |
| 55   | Colla Vella dels Xiquets de Valls | 21 d'octubre de 2012   | Fira de Vila-rodona                    | Plaça dels Arbres, Vila-rodona           | Intent           | 5de8, 4de9sf(i), 3de8, Pde5                                | |
| 56   | Castellers de Vilafranca          | 30 d'agost de 2013     | Diada de Sant Fèlix                    | Plaça de la Vila, Vilafranca del Penedès | Descarregat      | 4de9fa, 3de10fm, 4de9sf, Pde8fm                            | Millor actuació de la història dels castells fins a l'1 de novembre de 2015.                                                              |
| 57   | Castellers de Vilafranca          | 15 de setembre de 2013 | Diada del primer diumenge de festes    | Plaça de la Font, Tarragona              | Intent desmuntat | 3de9f, 9de8, 4de9sf(id), 4de9sf, Pde8fm                    | |
| 58   | Castellers de Vilafranca          | 15 de setembre de 2013 | Diada del primer diumenge de festes    | Plaça de la Font, Tarragona              | Descarregat      | 3de9f, 9de8, 4de9sf(id), 4de9sf, Pde8fm                    | |
| 59   | Colla Joves Xiquets de Valls      | 27 d'octubre de 2013   | Diada de Santa Úrsula                  | Plaça del Blat, Valls                    | Descarregat      | 5de9f, 4de9sf, 9de8(i), Pde8fm(i), Pde8fm(c)               | Primer 4de9sf descarregat a Valls. |
| 60   | Colla Joves Xiquets de Valls      | 30 d'agost de 2014     | Diada de Sant Fèlix                    | Plaça de la Vila, Vilafranca del Penedès | Carregat         | 3de9f, 5de9f, 4de9sf(c), Pde8fm(c)                         | |
| 61   | Colla Joves Xiquets de Valls      | 5 d'octubre de 2014    | XXV Concurs de castells de Tarragona   | Plaça de Toros, Tarragona                | Intent desmuntat | 5de9f, 4de9sf(id), 4de9sf(id), 3de9f, Pde8fm(i), Pde5      | |
| 62   | Colla Joves Xiquets de Valls      | 5 d'octubre de 2014    | XXV Concurs de castells de Tarragona   | Plaça de Toros, Tarragona                | Intent desmuntat | 5de9f, 4de9sf(id), 4de9sf(id), 3de9f, Pde8fm(i), Pde5      | |
| 63   | Colla Vella dels Xiquets de Valls | 5 d'octubre de 2014    | XXV Concurs de castells de Tarragona   | Plaça de Toros, Tarragona                | Intent desmuntat | 4de9fa, 3de10fm(c), 2de8sf(c), 4de9sf(id), Pde5            | |
| 64   | Colla Joves Xiquets de Valls      | 26 d'octubre de 2014   | Diada de Santa Úrsula                  | Plaça del Blat, Valls                    | Carregat         | 5de9f, 4de9sf(c), 2de8sf(i), 3de9f, Pde5                   | |
| 65   | Colla Vella dels Xiquets de Valls | 26 d'octubre de 2014   | Diada de Santa Úrsula                  | Plaça del Blat, Valls                    | Carregat         | 4de9fa, 3de10fm(i), 3de10fm(i), 4de9sf(c), Pde8fm          | |
| 66   | Castellers de Vilafranca          | 1 de novembre de 2014  | Diada de Tots Sants                    | Plaça de la Vila, Vilafranca del Penedès | Carregat         | 5de9f, 3de10fm(id), 3de10fm(c), 4de9sf(c), Pde6            | |
| 67   | Castellers de Barcelona           | 16 de novembre de 2014 | Festa Major del Clot                   | Plaça de Valentí Almirall, Barcelona     | Intent           | 9de8, 4de9sf(i), 4de9f, 3de9f, Pde5                        | Primer intent de 4de9sf dels Castellers de Barcelona                                                                                      |
| 68   | Colla Vella dels Xiquets de Valls | 30 d'agost de 2015     | Diada de Sant Fèlix                    | Plaça de la Vila, Vilafranca del Penedès | Descarregat      | 4de9fp, 3de10fm(i), 4de9sf, 2de8sf(c), Pde8fm              | Primer 4de9sf descarregat de la Colla Vella dels Xiquets de Valls. Quarta colla en descarregar el 4de9sf a Vilafranca del Penedès.        |
| 69   | Colla Vella dels Xiquets de Valls | 20 de setembre de 2015 | Diada del primer diumenge de festes    | Plaça de la Font, Tarragona              | Intent desmuntat | 4de9fp(c), 4de9sf(id), 4de9sf, 3de10fm(c), Pde8fm(c)       | |
| 70   | Colla Vella dels Xiquets de Valls | 20 de setembre de 2015 | Diada del primer diumenge de festes    | Plaça de la Font, Tarragona              | Descarregat      | 4de9fp(c), 4de9sf(id), 4de9sf, 3de10fm(c), Pde8fm(c)       | |
| 71   | Colla Vella dels Xiquets de Valls | 25 d'octubre de 2015   | Diada de Santa Úrsula                  | Plaça del Blat, Valls                    | Descarregat      | 3de10fm(c), 4de9sf, 2de8sf(i), 2de8sf(c), Pde7f            | |
| 72   | Colla Vella dels Xiquets de Valls | 30 d'agost de 2016     | Diada de Sant Fèlix                    | Plaça de la Vila, Vilafranca del Penedès | Descarregat      | 3de10fm, 4de9sf, 4de9fp, Pde8fm(c)                         | |
| 73   | Colla Joves Xiquets de Valls      | 30 d'agost de 2016     | Diada de Sant Fèlix                    | Plaça de la Vila, Vilafranca del Penedès | Carregat         | 2de9fm, 4de9sf(c), 5de9f, Pde5                             | |
| 74   | Colla Vella dels Xiquets de Valls | 2 d'octubre de 2016    | XXVI Concurs de castells de Tarragona  | Tarraco Arena Plaça, Tarragona           | Descarregat      | 4de10fm(c), 3de10fm(i), 4de9sf, 3de9sf(id), 3de9sf(i)      | |
| 75   | Colla Vella dels Xiquets de Valls | 23 d'octubre de 2016   | Diada de Santa Úrsula                  | Plaça del Blat, Valls                    | Descarregat      | 4de10fm, 3de10fm, 4de9sf, Pde5                             | |
| 76   | Castellers de Vilafranca          | 1 de novembre de 2016  | Diada de Tots Sants                    | Plaça de la Vila, Vilafranca del Penedès | Descarregat      | 3de10fm, 3de9fa, 4de9sf, Pde8fm                            | |
| 77   | Castellers de Vilafranca          | 8 de juliol de 2017    | Diada del Pla de la Seu                | Pla de la Seu, Tarragona                 | Intent           | 3de9fa, 4de9sf(i), 4de9f, 3de9f, Pde5, Pde5                | |
| 78   | Colla Vella dels Xiquets de Valls | 2 d'agost de 2017      | Diada castellera de Firagost           | Plaça del Blat, Valls                    | Intent desmuntat | 5de9f, 4de9sf(id), 4de9sf(id), 3de9f, Pde7f                | |
| 79   | Colla Vella dels Xiquets de Valls | 2 d'agost de 2017      | Diada castellera de Firagost           | Plaça del Blat, Valls                    | Intent desmuntat | 5de9f, 4de9sf(id), 4de9sf(id), 3de9f, Pde7f                | |
| 80   | Colla Vella dels Xiquets de Valls | 30 d'agost de 2017     | Diada de Sant Fèlix                    | Plaça de la Vila, Vilafranca del Penedès | Descarregat      | 4de9fp, 4de9sf, 3de10fm(id), 5de9f, Pde8fm                 | |
| 81   | Colla Vella dels Xiquets de Valls | 17 de setembre de 2017 | Diada del primer diumenge de festes    | Plaça de la Font, Tarragona              | Carregat         | 4de9fp, 4de9sf, 5de9f, Pde7f                               | |
| 82   | Castellers de Vilafranca          | 17 de setembre de 2017 | Diada del primer diumenge de festes    | Plaça de la Font, Tarragona              | Intent desmuntat | 3de10fm(c), Tde8sf(c), 4de9sf(id), 4de9sf(c), Pde6         | |
| 83   | Castellers de Vilafranca          | 17 de setembre de 2017 | Diada del primer diumenge de festes    | Plaça de la Font, Tarragona              | Carregat         | 3de10fm(c), Tde8sf(c), 4de9sf(id), 4de9sf(c), Pde6         | |
| 84   | Castellers de Vilafranca          | 25 de setembre de 2017 | Diada de la Mercè                      | Plaça de Sant Jaume, Barcelona           | Intent desmuntat | 2de9fm, 4de9sf(id), 3de9f, 4de9f, Pde7f                    | Primer intentat a la Plaça Sant Jaume, segon a Barcelona.                                                                                 |
| 85   | Colla Jove Xiquets de Tarragona   | 15 d'octubre de 2017   | Diada de Santa Teresa                  | Plaça Vella, El Vendrell                 | Carregat         | 5de9f, 4de9sf(c), 4de9f, Pde8fm                            | Primer 4de9sf carregat de la Colla Jove Xiquets de Tarragona. Primer 4de9sf carregat al Vendrell.                                         |
| 86   | Colla Vella dels Xiquets de Valls | 22 d'octubre de 2017   | Diada de Santa Úrsula                  | Plaça del Blat, Valls                    | Descarregat      | 2de8sf(c), 4de10fm(c), 4de9sf, Pde8fm                      | |
| 87   | Colla Vella dels Xiquets de Valls | 25 d'agost de 2018     | Festa Major del Catllar                | Plaça de la Vila, El Catllar             | Descarregat      | 4de9fp, 4de9sf, 5de9f(c), Pde5, Pde5                       | Primer 4de9sf descarregat al Catllar. |
| 88   | Colla Vella dels Xiquets de Valls | 30 d'agost de 2018     | Diada de Sant Fèlix                    | Plaça de la Vila, Vilafranca del Penedès | Descarregat      | 4de9sf, 2de8sf(c), 4de10fm(id), 4de9fp, Pde8fm             | |
| 89   | Colla Vella dels Xiquets de Valls | 16 de setembre de 2018 | Diada del primer diumenge de festes    | Plaça de la Font, Tarragona              | Descarregat      | 4de9sf, 4de10fm(id), 4de10fm(i), 3de9f, 4de9f, Pde7f       | |
| 90   | Colla Vella dels Xiquets de Valls | 7 d'octubre de 2018    | XXVII Concurs de castells de Tarragona | Tarraco Arena Plaça, Tarragona           | Descarregat      | 4de9sf, 2de8sf, 3de10fm(c), Pde5                           | |
| 91   | Colla Joves Xiquets de Valls      | 7 d'octubre de 2018    | XXVII Concurs de castells de Tarragona | Tarraco Arena Plaça, Tarragona           | Intent desmuntat | 2de8sf(c), 4de9sf(id), 4de9sf(id), 3de9f, 4de9f, Pde5      | |
| 92   | Colla Joves Xiquets de Valls      | 7 d'octubre de 2018    | XXVII Concurs de castells de Tarragona | Tarraco Arena Plaça, Tarragona           | Intent desmuntat | 2de8sf(c), 4de9sf(id), 4de9sf(id), 3de9f, 4de9f, Pde5      | |
| 93   | Colla Joves Xiquets de Valls      | 14 d'octubre de 2018   | Diada de Santa Teresa                  | Plaça Vella, El Vendrell                 | Descarregat      | 3de9f, 4de9sf, 2de8sf(c), Pde6                             | Primer 4de9sf descarregat al Vendrell. |
| 94   | Colla Joves Xiquets de Valls      | 21 d'octubre de 2018   | Diada de Santa Úrsula                  | Plaça del Blat, Valls                    | Descarregat      | 4de9sf, 2de8sf(c), 3de9sf(id), 3de9sf(i), Pde6             | |
| 95   | Colla Vella dels Xiquets de Valls | 21 d'octubre de 2018   | Diada de Santa Úrsula                  | Plaça del Blat, Valls                    | Descarregat      | 4de9sf, 2de9sm(i), 3de10fm(id), 3de9sf(i), 3de9f, Pde6     | |
| 96   | Colla Vella dels Xiquets de Valls | 30 d'agost de 2019     | Diada de Sant Fèlix                    | Plaça de la Vila, Vilafranca del Penedès | Carregat         | 4de9sf(c), 2de8sf, 5de9f(id), 5de9f, Pde6                  | |
| 97   | Castellers de Vilafranca          | 30 d'agost de 2019     | Diada de Sant Fèlix                    | Plaça de la Vila, Vilafranca del Penedès | Intent desmuntat | 3de10fm(c), 3de9fa(id), 3de9fa, 4de9sf(id), Tde9fm, Pde8fm | |
| 98   | Colla Vella dels Xiquets de Valls | 15 de setembre de 2019 | Diada del primer diumenge de festes    | Plaça de la Font, Tarragona              | Descarregat      | 2de8sf, 4de9sf, 5de9f, Pde6                                | |
| 99   | Colla Vella dels Xiquets de Valls | 27 d'octubre de 2019   | Diada de Santa Úrsula                  | Plaça del Blat, Valls                    | Descarregat      | 4de9sf, 3de9sf(c), 2de8sf, Pde8fm                          | |
| 100  | Castellers de Vilafranca          | 1 de novembre de 2019  | Diada de Tots Sants                    | Plaça de la Vila, Vilafranca del Penedès | Descarregat      | 3de10fm(id), Tde9fm, 4de9sf, 3de10fm, Pde8fm               | |

| \| Núm. \| Colla \| Data \| Diada \| Plaça \| Resultat \| Actuació \| Notes \| \| ---- \| --------------------------------- \| ---------------------- \| --------------------------------------- \| ---------------------------------------- \| ---------------- \| ----------------------------------------------------------------------- \| ----- \| \| 101 \| Colla Joves Xiquets de Valls \| 2 d'octubre de 2022 \| XXVIII Concurs de castells de Tarragona \| Tarraco Arena Plaça, Tarragona \| Descarregat \| 4de9sf, 2de8sf(i), 2de8sf(c), 5de9f(c) \| \| \| 102 \| Colla Vella dels Xiquets de Valls \| 2 d'octubre de 2022 \| XXVIII Concurs de castells de Tarragona \| Tarraco Arena Plaça, Tarragona \| Intent \| 2de8sf(c), 4de9sf(i), 3de9f, 4de9f \| \| \| 103 \| Castellers de Vilafranca \| 2 d'octubre de 2022 \| XXVIII Concurs de castells de Tarragona \| Tarraco Arena Plaça, Tarragona \| Carregat \| 3de10fm, 4de10fm(i), 5de9f, 4de9sf(c) \| \| \| 104 \| Colla Joves Xiquets de Valls \| 23 d'octubre de 2022 \| Diada de Santa Úrsula \| Plaça del Blat, Valls \| Descarregat \| 4de9sf, 2de8sf(i), 3de9f, 5de9f(c), 2 Pde5 \| \| \| 105 \| Colla Joves Xiquets de Valls \| 30 d'agost de 2023 \| Diada de Sant Fèlix \| Plaça de la Vila, Vilafranca del Penedès \| Descarregat \| 3de9f, 4de9sf, 5de9f(c), Pde8fm \| \| \| 106 \| Colla Vella dels Xiquets de Valls \| 17 de setembre de 2023 \| Diada del primer diumenge de festes \| Plaça de la Font, Tarragona \| Descarregat \| 4de9fp, 4de9sf, 3de9f, Pde7f \| \| \| 107 \| Colla Joves Xiquets de Valls \| 1 d'octubre de 2023 \| Diada Castellera de la Nova Atenes \| Parc de Sant Jordi, Terrassa \| Intent desmuntat \| 3de9f, 4de9sf(id), 4de9sf(i), 5de8, Pde6 \| \| \| 108 \| Colla Joves Xiquets de Valls \| 1 d'octubre de 2023 \| Diada Castellera de la Nova Atenes \| Parc de Sant Jordi, Terrassa \| Intent \| 3de9f, 4de9sf(id), 4de9sf(i), 5de8, Pde6 \| \| \| 109 \| Colla Joves Xiquets de Valls \| 22 d'octubre de 2023 \| Diada de Santa Úrsula \| Plaça del Blat, Valls \| Descarregat \| 4de9sf, 3de10fm(i), 2de8sf(c), 5de9f, Pde8fm \| \| \| 110 \| Colla Vella dels Xiquets de Valls \| 22 d'octubre de 2023 \| Diada de Santa Úrsula \| Plaça del Blat, Valls \| Descarregat \| 4de9sf, 4de10fm(i), 2de8sf(c), 4de10fm(i), 4de9fa, Pde8fm \| \| \| 111 \| Castellers de Vilafranca \| 1 de novembre de 2023 \| Diada de Tots Sants \| Plaça de la Vila, Vilafranca del Penedès \| Intent desmuntat \| 3de10fm(id), 3de10fm, 9de9f(c), 4de9sf(id), Pde8fm \| \| \| 112 \| Colla Vella dels Xiquets de Valls \| 24 d'agost de 2024 \| Festa Major del Catllar \| Plaça de la Vila, El Catllar \| Intent desmuntat \| 4de9fp, 4de9sf(id), 4de9sf(c), 3de9f, Pde8fm \| \| \| 113 \| Colla Vella dels Xiquets de Valls \| 24 d'agost de 2024 \| Festa Major del Catllar \| Plaça de la Vila, El Catllar \| Carregat \| 4de9fp, 4de9sf(id), 4de9sf(c), 3de9f, Pde8fm \| \| \| 114 \| Colla Vella dels Xiquets de Valls \| 30 d'agost de 2024 \| Diada de Sant Fèlix 2024 \| Plaça de la Vila, Vilafranca del Penedès \| Carregat \| 4de9sf(c), 3de9f, 4de9f, Pde8fm(id), Pde5 \| \| \| 115 \| Colla Joves Xiquets de Valls \| 30 d'agost de 2024 \| Diada de Sant Fèlix 2024 \| Plaça de la Vila, Vilafranca del Penedès \| Intent desmuntat \| 2de8sf(c), 3de9f, 4de9sf(id), 4de9f, Pde8fm \| \| \| 116 \| Colla Vella dels Xiquets de Valls \| 6 d'octubre de 2024 \| XXIX Concurs de castells de Tarragona \| Tarraco Arena Plaça, Tarragona \| Descarregat \| 4de9sf, 4de10fm(i), 4de9fp(c), 4de10fm(c) \| \| \| 117 \| Colla Vella dels Xiquets de Valls \| 27 d'octubre de 2024 \| Diada de Santa Úrsula \| Plaça del Blat, Valls \| Intent desmuntat \| 4de10fm(c), 4de9sf(id), 4de9sf, 3de10fm(id), 3de10fm(id), 3de9f, Pde8fm \| \| \| 118 \| Colla Vella dels Xiquets de Valls \| 27 d'octubre de 2024 \| Diada de Santa Úrsula \| Plaça del Blat, Valls \| Descarregat \| 4de10fm(c), 4de9sf(id), 4de9sf, 3de10fm(id), 3de10fm(id), 3de9f, Pde8fm \| \| \| 119 \| Castellers de Vilafranca \| 1 de novembre de 2024 \| Diada de Tots Sants \| Plaça de la Vila, Vilafranca del Penedès \| Intent desmuntat \| 4de10fm, 3de10fm(id), Pd9fmp(id), 4de9sf(id), 4de9fa, Pde8fm \| \| |                                   |                        |                                         |                                          |                  |                                                                         |       |
| Núm. | Colla                             | Data                   | Diada                                   | Plaça                                    | Resultat         | Actuació                                                                | Notes |
| 101 | Colla Joves Xiquets de Valls      | 2 d'octubre de 2022    | XXVIII Concurs de castells de Tarragona | Tarraco Arena Plaça, Tarragona           | Descarregat      | 4de9sf, 2de8sf(i), 2de8sf(c), 5de9f(c)                                  |       |
| 102 | Colla Vella dels Xiquets de Valls | 2 d'octubre de 2022    | XXVIII Concurs de castells de Tarragona | Tarraco Arena Plaça, Tarragona           | Intent           | 2de8sf(c), 4de9sf(i), 3de9f, 4de9f                                      |       |
| 103 | Castellers de Vilafranca          | 2 d'octubre de 2022    | XXVIII Concurs de castells de Tarragona | Tarraco Arena Plaça, Tarragona           | Carregat         | 3de10fm, 4de10fm(i), 5de9f, 4de9sf(c)                                   |       |
| 104 | Colla Joves Xiquets de Valls      | 23 d'octubre de 2022   | Diada de Santa Úrsula                   | Plaça del Blat, Valls                    | Descarregat      | 4de9sf, 2de8sf(i), 3de9f, 5de9f(c), 2 Pde5                              |       |
| 105 | Colla Joves Xiquets de Valls      | 30 d'agost de 2023     | Diada de Sant Fèlix                     | Plaça de la Vila, Vilafranca del Penedès | Descarregat      | 3de9f, 4de9sf, 5de9f(c), Pde8fm                                         |       |
| 106 | Colla Vella dels Xiquets de Valls | 17 de setembre de 2023 | Diada del primer diumenge de festes     | Plaça de la Font, Tarragona              | Descarregat      | 4de9fp, 4de9sf, 3de9f, Pde7f                                            |       |
| 107 | Colla Joves Xiquets de Valls      | 1 d'octubre de 2023    | Diada Castellera de la Nova Atenes      | Parc de Sant Jordi, Terrassa             | Intent desmuntat | 3de9f, 4de9sf(id), 4de9sf(i), 5de8, Pde6                                |       |
| 108 | Colla Joves Xiquets de Valls      | 1 d'octubre de 2023    | Diada Castellera de la Nova Atenes      | Parc de Sant Jordi, Terrassa             | Intent           | 3de9f, 4de9sf(id), 4de9sf(i), 5de8, Pde6                                |       |
| 109 | Colla Joves Xiquets de Valls      | 22 d'octubre de 2023   | Diada de Santa Úrsula                   | Plaça del Blat, Valls                    | Descarregat      | 4de9sf, 3de10fm(i), 2de8sf(c), 5de9f, Pde8fm                            |       |
| 110 | Colla Vella dels Xiquets de Valls | 22 d'octubre de 2023   | Diada de Santa Úrsula                   | Plaça del Blat, Valls                    | Descarregat      | 4de9sf, 4de10fm(i), 2de8sf(c), 4de10fm(i), 4de9fa, Pde8fm               |       |
| 111 | Castellers de Vilafranca          | 1 de novembre de 2023  | Diada de Tots Sants                     | Plaça de la Vila, Vilafranca del Penedès | Intent desmuntat | 3de10fm(id), 3de10fm, 9de9f(c), 4de9sf(id), Pde8fm                      |       |
| 112 | Colla Vella dels Xiquets de Valls | 24 d'agost de 2024     | Festa Major del Catllar                 | Plaça de la Vila, El Catllar             | Intent desmuntat | 4de9fp, 4de9sf(id), 4de9sf(c), 3de9f, Pde8fm                            |       |
| 113 | Colla Vella dels Xiquets de Valls | 24 d'agost de 2024     | Festa Major del Catllar                 | Plaça de la Vila, El Catllar             | Carregat         | 4de9fp, 4de9sf(id), 4de9sf(c), 3de9f, Pde8fm                            |       |
| 114 | Colla Vella dels Xiquets de Valls | 30 d'agost de 2024     | Diada de Sant Fèlix 2024                | Plaça de la Vila, Vilafranca del Penedès | Carregat         | 4de9sf(c), 3de9f, 4de9f, Pde8fm(id), Pde5                               |       |
| 115 | Colla Joves Xiquets de Valls      | 30 d'agost de 2024     | Diada de Sant Fèlix 2024                | Plaça de la Vila, Vilafranca del Penedès | Intent desmuntat | 2de8sf(c), 3de9f, 4de9sf(id), 4de9f, Pde8fm                             |       |
| 116 | Colla Vella dels Xiquets de Valls | 6 d'octubre de 2024    | XXIX Concurs de castells de Tarragona   | Tarraco Arena Plaça, Tarragona           | Descarregat      | 4de9sf, 4de10fm(i), 4de9fp(c), 4de10fm(c)                               |       |
| 117 | Colla Vella dels Xiquets de Valls | 27 d'octubre de 2024   | Diada de Santa Úrsula                   | Plaça del Blat, Valls                    | Intent desmuntat | 4de10fm(c), 4de9sf(id), 4de9sf, 3de10fm(id), 3de10fm(id), 3de9f, Pde8fm |       |
| 118 | Colla Vella dels Xiquets de Valls | 27 d'octubre de 2024   | Diada de Santa Úrsula                   | Plaça del Blat, Valls                    | Descarregat      | 4de10fm(c), 4de9sf(id), 4de9sf, 3de10fm(id), 3de10fm(id), 3de9f, Pde8fm |       |
| 119 | Castellers de Vilafranca          | 1 de novembre de 2024  | Diada de Tots Sants                     | Plaça de la Vila, Vilafranca del Penedès | Intent desmuntat | 4de10fm, 3de10fm(id), Pd9fmp(id), 4de9sf(id), 4de9fa, Pde8fm            |       |

| Núm. | Colla                             | Data                   | Diada                                   | Plaça                                    | Resultat         | Actuació                                                                | Notes |
| ---- | --------------------------------- | ---------------------- | --------------------------------------- | ---------------------------------------- | ---------------- | ----------------------------------------------------------------------- | ----- |
| 101  | Colla Joves Xiquets de Valls      | 2 d'octubre de 2022    | XXVIII Concurs de castells de Tarragona | Tarraco Arena Plaça, Tarragona           | Descarregat      | 4de9sf, 2de8sf(i), 2de8sf(c), 5de9f(c)                                  |       |
| 102  | Colla Vella dels Xiquets de Valls | 2 d'octubre de 2022    | XXVIII Concurs de castells de Tarragona | Tarraco Arena Plaça, Tarragona           | Intent           | 2de8sf(c), 4de9sf(i), 3de9f, 4de9f                                      |       |
| 103  | Castellers de Vilafranca          | 2 d'octubre de 2022    | XXVIII Concurs de castells de Tarragona | Tarraco Arena Plaça, Tarragona           | Carregat         | 3de10fm, 4de10fm(i), 5de9f, 4de9sf(c)                                   |       |
| 104  | Colla Joves Xiquets de Valls      | 23 d'octubre de 2022   | Diada de Santa Úrsula                   | Plaça del Blat, Valls                    | Descarregat      | 4de9sf, 2de8sf(i), 3de9f, 5de9f(c), 2 Pde5                              |       |
| 105  | Colla Joves Xiquets de Valls      | 30 d'agost de 2023     | Diada de Sant Fèlix                     | Plaça de la Vila, Vilafranca del Penedès | Descarregat      | 3de9f, 4de9sf, 5de9f(c), Pde8fm                                         |       |
| 106  | Colla Vella dels Xiquets de Valls | 17 de setembre de 2023 | Diada del primer diumenge de festes     | Plaça de la Font, Tarragona              | Descarregat      | 4de9fp, 4de9sf, 3de9f, Pde7f                                            |       |
| 107  | Colla Joves Xiquets de Valls      | 1 d'octubre de 2023    | Diada Castellera de la Nova Atenes      | Parc de Sant Jordi, Terrassa             | Intent desmuntat | 3de9f, 4de9sf(id), 4de9sf(i), 5de8, Pde6                                |       |
| 108  | Colla Joves Xiquets de Valls      | 1 d'octubre de 2023    | Diada Castellera de la Nova Atenes      | Parc de Sant Jordi, Terrassa             | Intent           | 3de9f, 4de9sf(id), 4de9sf(i), 5de8, Pde6                                |       |
| 109  | Colla Joves Xiquets de Valls      | 22 d'octubre de 2023   | Diada de Santa Úrsula                   | Plaça del Blat, Valls                    | Descarregat      | 4de9sf, 3de10fm(i), 2de8sf(c), 5de9f, Pde8fm                            |       |
| 110  | Colla Vella dels Xiquets de Valls | 22 d'octubre de 2023   | Diada de Santa Úrsula                   | Plaça del Blat, Valls                    | Descarregat      | 4de9sf, 4de10fm(i), 2de8sf(c), 4de10fm(i), 4de9fa, Pde8fm               |       |
| 111  | Castellers de Vilafranca          | 1 de novembre de 2023  | Diada de Tots Sants                     | Plaça de la Vila, Vilafranca del Penedès | Intent desmuntat | 3de10fm(id), 3de10fm, 9de9f(c), 4de9sf(id), Pde8fm                      |       |
| 112  | Colla Vella dels Xiquets de Valls | 24 d'agost de 2024     | Festa Major del Catllar                 | Plaça de la Vila, El Catllar             | Intent desmuntat | 4de9fp, 4de9sf(id), 4de9sf(c), 3de9f, Pde8fm                            |       |
| 113  | Colla Vella dels Xiquets de Valls | 24 d'agost de 2024     | Festa Major del Catllar                 | Plaça de la Vila, El Catllar             | Carregat         | 4de9fp, 4de9sf(id), 4de9sf(c), 3de9f, Pde8fm                            |       |
| 114  | Colla Vella dels Xiquets de Valls | 30 d'agost de 2024     | Diada de Sant Fèlix 2024                | Plaça de la Vila, Vilafranca del Penedès | Carregat         | 4de9sf(c), 3de9f, 4de9f, Pde8fm(id), Pde5                               |       |
| 115  | Colla Joves Xiquets de Valls      | 30 d'agost de 2024     | Diada de Sant Fèlix 2024                | Plaça de la Vila, Vilafranca del Penedès | Intent desmuntat | 2de8sf(c), 3de9f, 4de9sf(id), 4de9f, Pde8fm                             |       |
| 116  | Colla Vella dels Xiquets de Valls | 6 d'octubre de 2024    | XXIX Concurs de castells de Tarragona   | Tarraco Arena Plaça, Tarragona           | Descarregat      | 4de9sf, 4de10fm(i), 4de9fp(c), 4de10fm(c)                               |       |
| 117  | Colla Vella dels Xiquets de Valls | 27 d'octubre de 2024   | Diada de Santa Úrsula                   | Plaça del Blat, Valls                    | Intent desmuntat | 4de10fm(c), 4de9sf(id), 4de9sf, 3de10fm(id), 3de10fm(id), 3de9f, Pde8fm |       |
| 118  | Colla Vella dels Xiquets de Valls | 27 d'octubre de 2024   | Diada de Santa Úrsula                   | Plaça del Blat, Valls                    | Descarregat      | 4de10fm(c), 4de9sf(id), 4de9sf, 3de10fm(id), 3de10fm(id), 3de9f, Pde8fm |       |
| 119  | Castellers de Vilafranca          | 1 de novembre de 2024  | Diada de Tots Sants                     | Plaça de la Vila, Vilafranca del Penedès | Intent desmuntat | 4de10fm, 3de10fm(id), Pd9fmp(id), 4de9sf(id), 4de9fa, Pde8fm            |       |

### Fites des delseglexix
| ANY  | DIA         | LLOC        | DIADA                      | FITA | COLLA                                  |
| ---- | ----------- | ----------- | -------------------------- | --- | -------------------------------------- |
| 1881 | 2-Setembre  | El Catllar  | Festa Major                | · Primera prova coneguda de 4d9sf de la Història. · Possible primer 4d9sf carregat de la Història. · Primer 4d9sf vist mai a El Catllar. | Colla Nova dels Xiquets de Valls.      |
| 1881 | 24-Setembre | Tarragona   | Santa Tecla                | · Primer 4d9sf descarregat de la Història. · Primer 4d9sf vist mai a Tarragona. · Primer 4d9sf provat i descarregat per la CVXV. | Colla Vella dels Xiquets de Valls.     |
| 1983 | 23-Octubre  | Valls       | Santa Úrsula               | · Primera prova de 4d9sf en 102 anys. · Primera prova de 4d9sf al segle xx (i). · Primer 4d9sf vist mai a Valls (i). · Primera prova de 4d9sf de la CJXV des del 1881, quan era la Colla Nova.                                                   | Colla Joves Xiquets de Valls.          |
| 1994 | 18-Novembre | Terrassa    | Assaig de Minyons          | · Primer 4d8n conegut que fos completat sencer en un assaig. | Minyons de Terrassa.                   |
| 1994 | 20-Novembre | Terrassa    | Diada de Minyons           | · Primera prova de 4d9sf des del 1983 (i). · Primera prova de 4d9sf per part d'una colla no-vallenca i dels MdT (i). · Primer 4d9sf vist mai a Terrassa. · Prova més llunyana de 4d9sf vista fins aquell moment del segle xx (enxaneta entrant). | Minyons de Terrassa.                   |
| 1998 | 30-Agost    | Vilafranca  | Sant Fèlix                 | · Primera prova de 4d9sf vista mai a Vilafranca (i). | Colla Joves Xiquets de Valls.          |
| 1998 | 4-Octubre   | Tarragona   | Concurs de Castells        | · Primer cop que el Concurs de Castells de Tarragona veu una prova de 4d9sf, CJXV (2i). | Colla Joves Xiquets de Valls.          |
| 1998 | 4-Octubre   | Tarragona   | Concurs de Castells        | · Primer cop a la Història que es veuen 4 proves de 4d9sf en una actuació. · Primer cop a la Història que tres colles proven en 4d9sf en una actuació.                                                                                           | Colla Joves, Colla Vella i Colla Jove. |
| 1998 | 4-Octubre   | Tarragona   | Concurs de Castells        | · Primera prova de 4d9sf de la CJXT (i). | Colla Jove Xiquets de Tarragona.       |
| 1998 | 4-Octubre   | Tarragona   | Concurs de Castells        | · Primera prova de 4d9sf de la CVXV dels del 1881 (i). | Colla Vella dels Xiquets de Valls.     |
| 1998 | 25-Octubre  | Girona      | Sant Narcís                | · Primer 4d9sf fet amb èxit en 117 anys. · Primer 4d9sf completat al segle xx. · Primer 4d9sf descarregat pels MdT I per una colla no-vallenca. · Segona colla en descarregar el castell total. · Primer 4d9sf vist mai a Girona.                | Minyons de Terrassa.                   |
| 1999 | 24-Octubre  | Terrassa    | Diada de Minyons           | · Primer 4d9sf carregat mai a Terrassa. | Minyons de Terrassa.                   |
| 1999 | 24-Octubre  | Valls       | Santa Úrsula               | · Primer 4d9sf vist i carregat mai a la Plaça del Blat de Valls. · Primer 4d9sf carregat oficialment per la CJXV. | Colla Joves Xiquets de Valls.          |
| 1999 | ANY         | -           | -                          | · Rècord del segon any consecutiu en el qual una colla particular fa l'aleta al 4d9sf. | Minyons de Terrassa.                   |
| 2000 | 15-Agost    | La Bisbal   | Festa Major                | · Primer 4d9sf vist i carregat mai a la Bisbal. | Colla Joves Xiquets de Valls.          |
| 2000 | 30-Agost    | Vilafranca  | Sant Fèlix                 | · Primer 4d9sf descarregat per la CJXV. · Tercera colla en descarregar el 4d9sf. · Primer 4d9sf descarregat mai a Vilafranca. | Colla Joves Xiquets de Valls.          |
| 2000 | 8-Octubre   | Tarragona   | Concurs de Castells        | · Primer 4d9sf carregat al Concurs de Castells de Tarragona, CJXV. | Colla Joves Xiquets de Valls.          |
| 2000 | 8-Octubre   | Tarragona   | Concurs de Castells        | · Primera prova de 4d9sf dels CdV (i). | Castellers de Vilafranca.              |
| 2000 | 5-Novembre  | Vila-Rodona | Fira                       | · Primer 4d9sf vist i carregat mai a Vila-Rodona. | Colla Joves Xiquets de Valls.          |
| 2000 | 5-Novembre  | Mataró      | Diada de Capgrossos        | · Primer 4d9sf vist mai a Mataró (id). · Primer 4d9sf carregat mai a Mataró. | Minyons de Terrassa.                   |
| 2000 | ANY         | -           | -                          | · Rècord històric d'aletes anuals al 4d9sf per part d'una colla; 5c + 1d. | Colla Joves Xiquets de Valls.          |
| 2000 | ANY         | -           | -                          | · Rècord del tercer any consecutiu en el qual una colla particular fa l'aleta al 4d9sf. | Minyons de Terrassa.                   |
| 2001 | 2-Febrer    | Valls       | La Candela                 | · Prova de 4d9sf més matinera de la Història. | Colla Joves Xiquets de Valls.          |
| 2001 | 30-Agost    | Vilafranca  | Sant Fèlix                 | · Primer cop a la Història que dues colles fan l'aleta al 4d9sf en una actuació. · Primer cop a la Història que dues colles descarreguen el 4d9sf en una actuació.                                                                               | Minyons de Terrassa i Colla Joves.     |
| 2001 | 30-Agost    | Vilafranca  | Sant Fèlix                 | · Segona colla en descarregar el 4d9sf a Vilafranca. | Minyons de Terrassa.                   |
| 2001 | 7-Octubre   | Reus        | El Mercadal                | · Darrer 4d9sf exitòs (c) malva. · Primer 4d9sf vist i carregat mai a Reus. | Minyons de Terrassa.                   |
| 2001 | 21-Octubre  | Valls       | Santa Úrsula               | · Primer cop que dues colles d'una mateixa vila fan el 4d9sf en una actuació. | Colla Vella i Colla Joves.             |
| 2001 | 21-Octubre  | Valls       | Santa Úrsula               | · Primer 4d9sf carregat per la CVXV. | Colla Vella dels Xiquets de Valls.     |
| 2001 | ANY         | -           | -                          | · Rècord del quart any consecutiu en el qual una colla particular fa l'aleta al 4d9sf. | Minyons de Terrassa.                   |
| 2001 | ANY         | -           | -                          | · Rècord del segon any consecutiu en el qual una colla particular descarrega el 4d9sf. | Colla Joves Xiquets de Valls.          |
| 2001 | ANY         | -           | -                          | · Rècord propi de 4d9sf descarregats pels MdT en un any fins a l'actualitat; 2. | Minyons de Terrassa.                   |
| 2002 | 1-Novembre  | Vilafranca  | Tots Sants                 | · Primer 4d9sf carregat pels CdV. · Quarta colla en assolir el 4d9sf. | Castellers de Vilafranca.              |
| 2008 | 5-Octubre   | Tarragona   | Concurs de Castells        | · Primer 4d9sf carregat des de la temporada 2003. | Castellers de Vilafranca.              |
| 2009 | 24-Octubre  | Sitges      | Diada de la Jove de Sitges | · Primeres proves de 4d9sf (2id + 1i) vistes mai a Sitges. | Castellers de Vilafranca.              |
| 2011 | 1-Octubre   | Reus        | Mercadal                   | · Primer 4d9sf carregat des de la temporada 2008. | Castellers de Vilafranca.              |
| 2012 | 7-Octubre   | Tarragona   | Concurs de Castells        | · Primer 4d9sf descarregat des de la temporada 2001. · Primer 4d9sf descarregat al Concurs de Castells de Tarragona. · Primer 4d9sf descarregat pels CdV. · Quarta colla en descarregar el 4d9sf.                                                | Castellers de Vilafranca.              |
| 2012 | 21-Octubre  | Valls       | Santa Úrsula               | · Recuperació del 4d9sf (c) de la CJXV, el primer carregat per la colla des de la temporada 2001. | Colla Joves Xiquets de Valls.          |
| 2012 | 1-Novembre  | Vilafranca  | Tots Sants.                | · Tercera colla en descarregar el 4d9sf a Vilafranca. | Castellers de Vilafranca.              |
| 2012 | ANY         | -           | -                          | · Primer cop des de la temporada 2001 que dues colles fan l'aleta al 4d9sf en un mateix any (d+c). | CJXV i CdV.                            |
| 2012 | ANY         | -           | -                          | · Rècord propi de 4d9sf descarregats pels CdV en un any fins a l'actualitat; 2. | Castellers de Vilafranca.              |
| 2013 | 30-Agost    | Vilafranca  | Sant Fèlix                 | · Primer 4d9sf descarregat pels CdV a Vilafranca del Penedès. | Castellers de Vilafranca.              |
| 2013 | 15-Setembre | Tarragona   | Santa Tecla                | · Rècord del quart 4d9sf descarregat pels CdV sense patir cap caiguda. | Castellers de Vilafranca.              |
| 2013 | 27-Octubre  | Valls       | Santa Úrsula               | · Recuperació del 4d9sf (d) de la CJXV, el primer descarregat per la colla des de la temporada 2001. · Pirmer 4d9sf descarregat mai a Valls. | Colla Joves Xiquets de Valls.          |
| 2013 | ANY         | -           | -                          | · Primer cop des de la temporada 2001 que dues colles descarreguen el 4d9sf en un mateix any. | CdV i CJXV.                            |
| 2014 | 26-Octubre  | Valls       | Santa Úrsula               | · Recuperació del 4d9sf (c) de la CVXV, el primer carregat per la colla des de la temporada 2002. | Colla Vella dels Xiquets de Valls.     |
| 2014 | 26-Octubre  | Valls       | Santa Úrsula               | · Primer cop des del 2001 que dues colles fan l'aleta al 4d9sf en una mateixa actuació (c+c). | CJXV i CVXV,                           |
| 2014 | 16-Novembre | Barcelona   | Festes del Clot            | · Primera prova de 4d9sf dels Castellers de Barcelona (i). · Primera prova de 4d9sf vista mai a la ciutat de Barcelona (i). · Sisena colla en provar el 4d9sf.                                                                                   | Castellers de Barcelona.               |
| 2015 | 30-Agost    | Vilafranca  | Sant Fèlix                 | · Primer 4d9sf descarregat per la CVXV des del 1881. · Primer 4d9sf descarregat des de la temporada 2013. · Quarta colla en descarregar el 4d9sf a Vilafranca.                                                                                   | Colla Vella dels Xiquets de Valls.     |
| 2015 | ANY         | -           | -                          | · Rècord anual de 4d9sf descarregats per una mateixa colla fins llavors; 3. · Rècord propi de 4d9sf descarregats per la CVXV en un any fins al 2018; 3.                                                                                          | Colla Vells dels Xiquets de Valls.     |
| 2016 | ANY         | -           | -                          | · Primer cop des de la temporada 2013 que dues colles descarreguen el 4d9sf en un mateix any. | CdV i CVXV.                            |
| 2017 | 30-Agost    | Vilafranca  | Sant Fèlix                 | · Rècord de dur 7 4d9sf descarregats sense patir una caiguda, fins a la carregada de la diada de Santa Tecla. | Colla Vella dels Xiquets de Valls.     |
| 2017 | 15-Octubre  | Vendrell    | Santa Teresa               | · Primer 4d9sf carregat per la CJXT. · Primer 4d9sf vist i carregat mai al Vendrell. · Cinquena colla que fa l'aleta al 4d9sf (c). | Colla Jove Xiquets de Tarragona.       |
| 2017 | ANY         | -           | -                          | · Rècord del tercer any consecutiu en el qual una colla particular descarrega el 4d9sf. | Colla Vella dels Xiquets de Valls      |
| 2018 | 26-Agost    | El Catllat  | Festa Major                | · Primer 4d9sf descarregat mai a El Catllar. | Colla Vella dels Xiquets de Valls.     |
| 2018 | 14-Octubre  | Vendrell    | Santa Teresa               | · Recuperació del 4d9sf (d) de la CJXV, el primer descarregat per la colla des de la temporada 2013. · Primer 4d9sf descarregat mai al Vendrell.                                                                                                 | Colla Joves Xiquets de Valls.          |
| 2018 | 21-Octubre  | Valls       | Santa Úrsula               | · Segon cop a la Història (i primer des del 2001) que una diada veu dos 4d9sf descarregats. | CJXV i CVXV.                           |
| 2018 | 21-Octubre  | Valls       | Santa Úrsula               | · Recuperació del 4d9sf vermell a la Plaça del Blat, el primer des del 2013. · Rècord propi de 4d9sf descarregats de la CJXV en un any; 2. | Colla Joves Xiquets de Valls.          |
| 2018 | ANY         | -           | -                          | · Rècord anual de 4d9sf descarregats per una mateixa colla fins al moment; 5. | Colla Vella dels Xiquets de Valls.     |
| 2018 | ANY         | -           | -                          | · Rècord del quart any consecutiu en el qual una colla particular descarrega el 4d9sf. | Colla Vella dels Xiquets de Valls.     |
| 2018 | ANY         | -           | -                          | · Rècord: tercer cop que una temporada veu el 4d9sf i no pateix cap caiguda en forma de carregada o d'intent, i primera vegada amb més de tres proves.                                                                                           | CVXV i CJXV.                           |

## Colles

### Assolit
Actualment hi ha 5 colles castelleres que han assolit el 4 de 9 sense folre, i 4 d'elles l'han descarregat. La taula següent mostra la data, diada i plaça en què les colles el carregaren i/o descarregaren per primera vegada a partir del segle xx:
| Núm. | Colla                             | Carregat        | Diada                 | Plaça                                    | Descarregat     | Diada                                 | Plaça                                    |
| ---- | --------------------------------- | --------------- | --------------------- | ---------------------------------------- | --------------- | ------------------------------------- | ---------------------------------------- |
| 1    | Minyons de Terrassa               | 25 octubre 1998 | Diada de Sant Narcís  | Plaça del Vi, Girona                     | 25 octubre 1998 | Diada de Sant Narcís                  | Plaça del Vi, Girona                     |
| 2    | Colla Joves Xiquets de Valls      | 24 octubre 1999 | Diada de Santa Úrsula | Plaça del Blat, Valls                    | 30 agost 2000   | Diada de Sant Fèlix                   | Plaça de la Vila, Vilafranca del Penedès |
| 3    | Castellers de Vilafranca          | 1 novembre 2002 | Diada de Tots Sants   | Plaça de la Vila, Vilafranca del Penedès | 7 octubre 2012  | XXIV Concurs de castells de Tarragona | Tarraco Arena Plaça, Tarragona           |
| 4    | Colla Vella dels Xiquets de Valls | 21 octubre 2001 | Diada de Santa Úrsula | Plaça del Blat, Valls                    | 30 agost 2015   | Diada de Sant Fèlix                   | Plaça de la Vila, Vilafranca del Penedès |
| 5    | Colla Jove Xiquets de Tarragona   | 15 octubre 2017 | Diada de Santa Teresa | Plaça Vella, El Vendrell                 | No descarregat  | No descarregat                        | No descarregat                           |

### No assolit
Actualment hi ha 1 colla castellera, els Castellers de Barcelona, que han intentat el 4 de 9 sense folre sense èxit, és a dir, que l'ha assajat i portat a plaça però que no l'ha assolit mai. La taula següent mostra la data, diada i plaça en què l'intentà per primera vegada:
| Colla                   | Intent           | Diada                | Plaça                                |
| ----------------------- | ---------------- | -------------------- | ------------------------------------ |
| Castellers de Barcelona | 16 novembre 2014 | Festa Major del Clot | Plaça de Valentí Almirall, Barcelona |

## Estadística
| Resultat              |
| --------------------- |
| Descarregat (D)       |
| Carregat (C)          |
| Intent (I)            |
| Intent desmuntat (ID) |

Actualitzat a 31 de desembre de 2024

### Nombre de vegades
Fins a l'actualitat s'han fet més d'un centenar temptatives d'aquest castell entre 6 colles castelleres diferents. La Colla Jove Xiquets de Tarragona no l'ha descarregat mai, i els Castellers de Barcelona l'han intentat 1 vegada sense èxit.
| Colla                             | Resultats globals | Resultats globals | Resultats globals | Resultats globals | Total | Resultats parcials | Resultats parcials | Resultats parcials |
| Colla                             | D                 | C                 | I                 | ID                | Total | Assolit (D+C)      | No assolit (I+ID)  | Caigudes (C+I)     |
| --------------------------------- | ----------------- | ----------------- | ----------------- | ----------------- | ----- | ------------------ | ------------------ | ------------------ |
| Colla Vella dels Xiquets de Valls | 19                | 7                 | 10                | 6                 | 42    | 26                 | 16                 | 17                 |
| Colla Joves Xiquets de Valls      | 9                 | 11                | 7                 | 8                 | 35    | 20                 | 15                 | 18                 |
| Castellers de Vilafranca          | 6                 | 8                 | 5                 | 8                 | 27    | 14                 | 13                 | 13                 |
| Minyons de Terrassa               | 3                 | 4                 | 3                 | 2                 | 12    | 7                  | 5                  | 7                  |
| Colla Jove Xiquets de Tarragona   | 0                 | 1                 | 1                 | 0                 | 2     | 1                  | 1                  | 2                  |
| Castellers de Barcelona           | 0                 | 0                 | 1                 | 0                 | 1     | 0                  | 1                  | 1                  |
| Total                             | 37                | 31                | 27                | 24                | 119   | 68                 | 51                 | 58                 |
| Percentatge                       | 31,1%             | 26,1%             | 22,7%             | 20,2%             | 100%  | 57,1%              | 42,9%              | 48,7%              |

### Poblacions
Fins a l'actualitat el 4 de 9 sense folre s'ha intentat a 13 poblacions diferents.
| Població               | D  | C  | I  | ID | Total |
| ---------------------- | -- | -- | -- | -- | ----- |
| Vilafranca del Penedès | 12 | 8  | 3  | 4  | 27    |
| Valls                  | 11 | 9  | 6  | 5  | 31    |
| Tarragona              | 10 | 5  | 10 | 8  | 33    |
| Girona                 | 1  | 2  | 0  | 0  | 3     |
| El Catllar             | 1  | 1  | 0  | 1  | 3     |
| Reus                   | 1  | 1  | 0  | 0  | 2     |
| El Vendrell            | 1  | 1  | 0  | 0  | 2     |
| Terrassa               | 0  | 1  | 4  | 2  | 7     |
| Vila-rodona            | 0  | 1  | 2  | 0  | 3     |
| Mataró                 | 0  | 1  | 0  | 1  | 2     |
| La Bisbal del Penedès  | 0  | 1  | 0  | 0  | 1     |
| Sitges                 | 0  | 0  | 1  | 2  | 3     |
| Barcelona              | 0  | 0  | 1  | 1  | 2     |
| Total                  | 37 | 31 | 27 | 24 | 119   |

### Temporades
La taula següent mostra totes les ocasions en què s'ha intentat el 4 de 9 sense folre al llarg de les temporades, des del primer intent al segle xx per part de la Colla Joves Xiquets de Valls.
| Colla                             | 1983 |  | 1994 |  | 1998   | 1999        | 2000            | 2001       | 2002        | 2003   |  | 2006 |  | 2008 | 2009    |  | 2011   | 2012       | 2013    | 2014        | 2015    | 2016   | 2017            | 2018    | 2019        |  | 2022       | 2023        | 2024        | Total               |
| --------------------------------- | ---- |  | ---- |  | ------ | ----------- | --------------- | ---------- | ----------- | ------ |  | ---- |  | ---- | ------- |  | ------ | ---------- | ------- | ----------- | ------- | ------ | --------------- | ------- | ----------- |  | ---------- | ----------- | ----------- | ------------------- |
| Minyons de Terrassa               |      |  | 2i   |  | 1d     | 1c          | 2c, 1id         | 2d, 1c     | 1i, 1id     |        |  |      |  |      |         |  |        |            |         |             |         |        |                 |         |             |  |            |             |             | 3d, 4c, 3i, 2id     |
| Colla Joves Xiquets de Valls      | 1i   |  |      |  | 4i     | 1c, 1id     | 1d, 5c, 1id     | 1d, 1c, 1i |             |        |  |      |  |      |         |  |        | 1c         | 1d      | 2c, 2id     |         | 1c     |                 | 2d, 2id |             |  | 2d         | 2d, 1i, 1id | 1id         | 9d, 11c, 7i, 8id    |
| Colla Vella dels Xiquets de Valls |      |  |      |  | 1i     | 1i          |                 | 1c, 2i     | 1c          | 1i     |  | 1i   |  |      |         |  | 1i     | 2i         |         | 1c, 1id     | 3d, 1id | 3d     | 2d, 1c, 2id     | 5d      | 2d, 1c      |  | 1i         | 2d          | 2d, 2c, 2id | 19d, 7c, 10i, 6id   |
| Castellers de Vilafranca          |      |  |      |  |        |             | 1i              | 1i         | 1c, 1i      | 1c     |  |      |  | 2c   | 1i, 2id |  | 1c     | 2d         | 2d, 1id | 1c          |         | 1d     | 1c, 1i, 2id     |         | 1d, 1id     |  | 1c         | 1id         | 1id         | 6d, 8c, 5i, 8id     |
| Colla Jove Xiquets de Tarragona   |      |  |      |  | 1i     |             |                 |            |             |        |  |      |  |      |         |  |        |            |         |             |         |        | 1c              |         |             |  |            |             |             | 1c, 1i              |
| Castellers de Barcelona           |      |  |      |  |        |             |                 |            |             |        |  |      |  |      |         |  |        |            |         | 1i          |         |        |                 |         |             |  |            |             |             | 1i                  |
| Total                             | 1i   |  | 2i   |  | 1d, 6i | 2c, 1i, 1id | 1d, 7c, 1i, 2id | 3d, 3c, 4i | 2c, 2i, 1id | 1c, 1i |  | 1i   |  | 2c   | 1i, 2id |  | 1c, 1i | 2d, 1c, 2i | 3d, 1id | 4c, 1i, 3id | 3d, 1id | 4d, 1c | 2d, 2c, 1i, 3id | 7d, 2id | 3d, 1c, 1id |  | 2d, 1c, 1i | 4d, 1i, 2id | 2d, 2c, 4id | 37d, 31c, 27i, 24id |